# Diana Ross
Pour les articles homonymes, voir Ross.
 (mars 2024).
Si vous disposez d'ouvrages ou d'articles de référence ou si vous connaissez des sites web de qualité traitant du thème abordé ici, merci de compléter l'article en donnant les références utiles à sa vérifiabilité et en les liant à la section « Notes et références ».
Diana Ross, née le 26 mars 1944 à Détroit (Michigan), est une chanteuse, compositrice et actrice américaine.
Diana Ross devient célèbre au début des années 1960 comme chanteuse principale du groupe The Supremes. Figure mythique du label Motown  créé par Berry Gordy, The Supremes devient un des groupes féminins les plus populaires de l'histoire des États-Unis. Le groupe classe douze titres en tête des charts américains : Where Did Our Love Go, Baby Love, Come See About Me, Stop ! In the Name of Love, Back in My Arms Again, I Hear a Symphony, You Can't Hurry Love, You Keep Me Hangin' On, Love is Here and Now You're Gone, The Happening, Love Child, et Someday We'll Be Together.
Après son départ des Supremes en 1970, Ross sort son premier album et le tube Ain't No Mountain High Enough. Elle devient une artiste solo de premier rang dans les années 1970 et enchaîne albums et singles à succès. Les années 1980 la consacrent définitivement comme star internationale avec les titres Upside Down, I'm Coming Out et son duo Endless Love avec Lionel Richie.
Diana Ross fait par ailleurs une apparition remarquée dans l'industrie cinématographique en incarnant la chanteuse Billie Holliday dans Lady Sings the Blues (1972). Le film lui permet de décrocher un Golden Globe et une nomination aux Oscars. En 1976, elle remporte un César d'honneur en compagnie d'Ingrid Bergman.
Diana Ross est la seule chanteuse à avoir été numéro un en solo, en duo (pour Endless Love avec Lionel Richie), en trio (avec les Supremes) et en collectif (avec USA for Africa pour We Are the World). En 1976, elle est nommée « Artiste féminine du siècle » par le magazine Billboard. En 1988, Diana Ross est intronisée au Rock and Roll Hall of Fame avec les Supremes, aux côtés de Mary Wilson et Florence Ballard. En 1993, le Livre Guinness des records la consacre plus grande artiste féminine de l'histoire de la musique. Elle est ensuite honorée par le Kennedy Center en 2007, et par un Grammy Lifetime Achievement Award en 2012. En 2016, le président Barack Obama lui remet la Médaille présidentielle de la liberté.
Elle est aujourd’hui considérée comme une des artistes majeures de la musique aux États-Unis et, plus largement, comme une des chanteuses afro-américaines les plus influentes du XXe siècle avec Aretha Franklin et Tina Turner. Son influence sur la musique est immense, notamment sur la musique soul des années 1960, sur le disco des années 1970 et sur le R&B des années 1980. Diana Ross a par ailleurs grandement contribué à la visibilité des personnalités noires et devient, dès ses débuts, non seulement un sex symbol mais l'incarnation d'une certaine idée de la beauté noire et de l'élégance. Figure de proue de la fierté de la communauté afro-américaine, Oprah Winfrey et Beyoncé, entre autres, citent Diana Ross comme influence majeure.

## Biographie

### Jeunesse et formation
Diana Ernestine Earle Ross est la fille de James, un ouvrier d'usine, et d'Ernestine Earle Ross. Elle commence à chanter à l’église baptiste de Bessemer . Elle suit ses études secondaires à la Cass Technical High School (en),, établissement qui sera ravagé par un incendie en 2007 et partiellement démoli.
Pendant leur adolescence, Diana Ross ainsi que ses voisines Florence Ballard et Betty McGlown (en), née Travis, forment un groupe alors appelé The Primettes,, toutes les trois résidant et chantant dans un ensemble de HLM du nord-est de Détroit, le Brewster-Douglass Housing Projects (en),. En 1959, Mary Wilson rejoint le groupe,. En 1961, Betty Travis est remplacée par Barbara Martin (en),. En 1961 encore, Berry Gordy, patron de la Motown, signe le groupe en 1961 et lui fait changer de nom pour The Supremes.

### Carrière

#### The Supremes

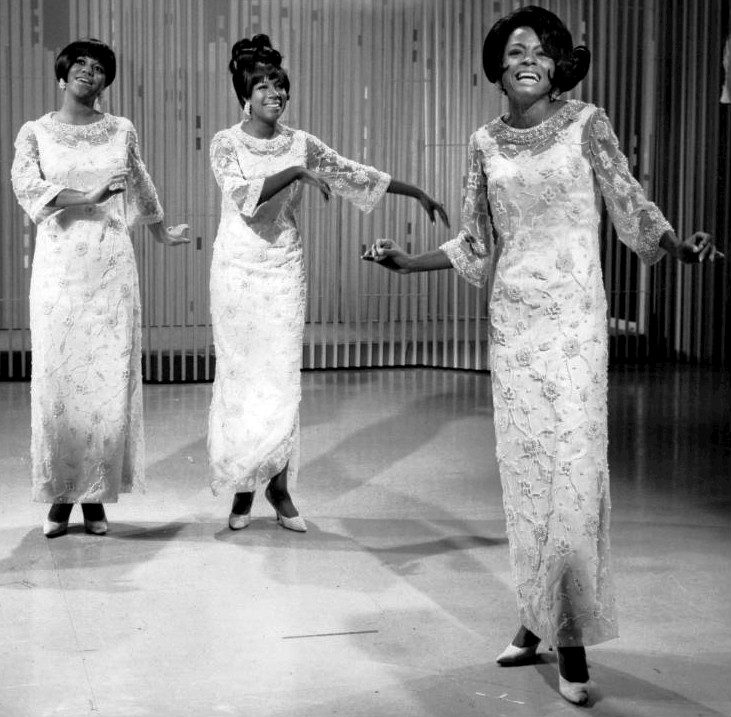
The Supremes en 1966.

Dès 1963, Gordy décide que les Supremes sont une priorité pour la Motown et celles-ci trouvent le succès avec When the Lovelight Starts Shining Through His Eyes, classé no 23 pop et R&B. Diana Ross chante de manière assurée, d'une voix claire et nette, avec en fond deux étonnants rugissements masculins. Berry Gordy et la Motown ont enfin trouvé la formule mettant en valeur le timbre de Ross, immédiatement reconnaissable et sexy. L'année 1963 est aussi l'année des premiers concerts de « préparation ». Les rares apparitions télévisées révèlent les Supremes en play-back où Diana Ross s'affirme comme le point de mire et la chanteuse solo malgré le rôle important laissé à Mary Wilson, que l'on dit alors favorite de Berry Gordy.
La succession de classement no 1 dans les charts et de disques d'or commence en 1964 avec Where Did Our Love Go. Holland-Dozier-Holland fabriquent un personnage autour de Diana Ross, celui du sex-symbol ambigu, de la femme-enfant, toujours quittée, toujours en quête de consolation et de protection, généralement réservée mais capable d'explosions soudaines de désirs.
En 1965, les dissensions à l'intérieur du groupe, présentes presque depuis le début, commencent à prendre un nouveau relief du fait de l'antagonisme entre Ballard et Ross soutenue par Gordy. En octobre 1965, Florence Ballard rate la session d'enregistrement de My World is Empty Without You, remplacée par Marlene Barrow. À partir de ce moment, Gordy se rend compte qu'il peut remplacer Ballard. Ainsi, sur un album des Spirituals, que Gordy projette pour la mémoire de sa sœur qui vient de mourir, Ross chante souvent seule.

#### Diana Ross and the Supremes
Le groupe devient le 28 juin 1967 à Las Vegas Diana Ross & the Supremes en même temps qu'est lancée une compilation (août 1967) de 20 titres dont The Happening. Cette compilation intitulée Greatest Hits est no 1 aux États-Unis et au Royaume-Uni.
Florence Ballard, qui a de plus en plus de mal à s'accommoder de Diana Ross soutenue par Berry Gordy, est mise à la porte et remplacée par Cindy Birdsong (ex-membre de Patti LaBelle & the Bluebelles). La nouvelle composition du groupe, le départ d'Holland-Dozier-Holland et le déménagement de la Motown de Détroit (Michigan) en Californie après les émeutes de 1967 (rendu définitif en 1971) affectent les ventes des Supremes, dont la présence dans les classements et donc les ventes deviennent dorénavant irrégulières.

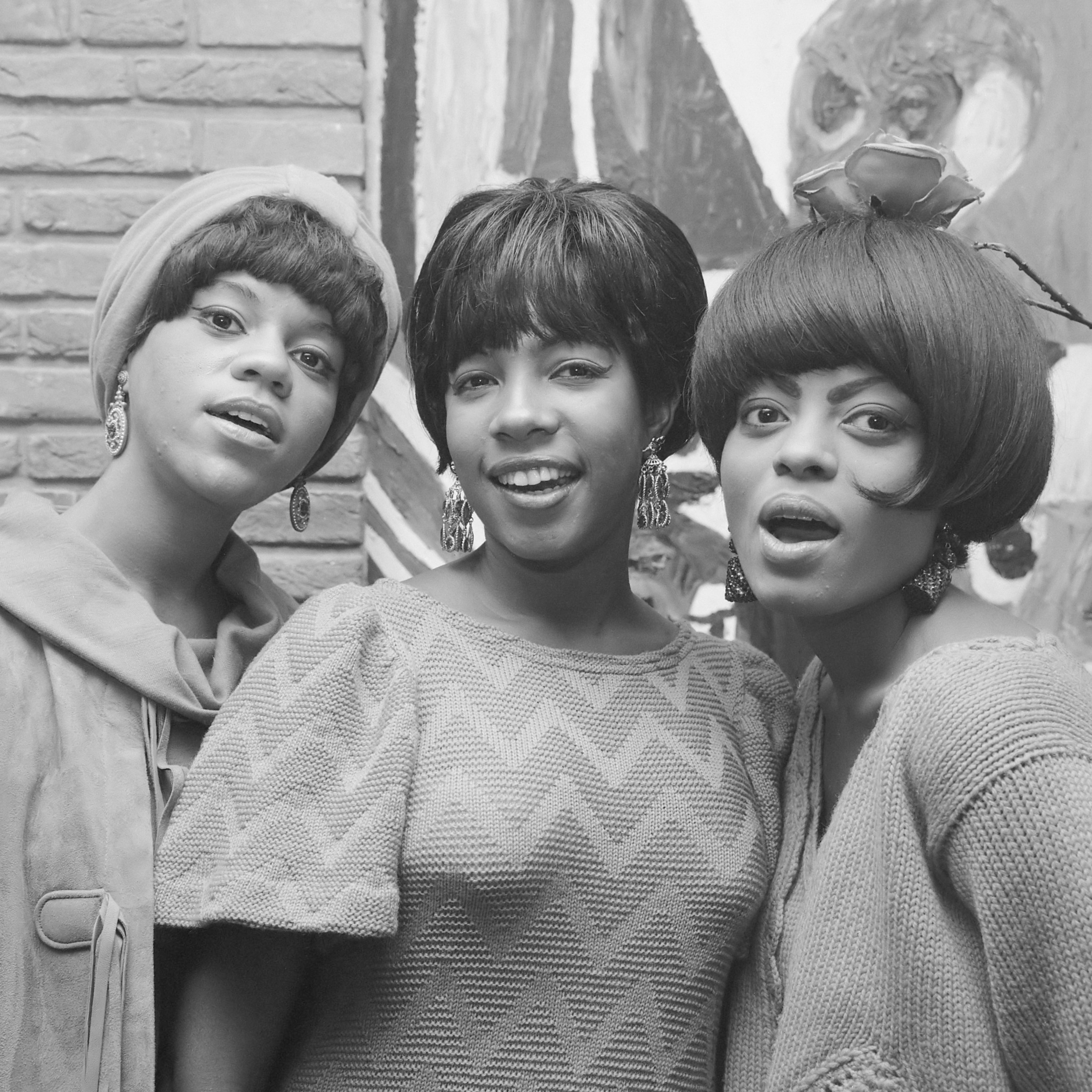
The Suprêmes en 1965.

En 1969, Diana Ross est associée à la découverte des Jackson 5 qu'elle présente à une fête de 300 personnes au Daisy Club d'Hollywood. Les Jackson 5 font alors partie du spectacle des Supremes, le 16 août au Forum de Los Angeles, puis au Hollywood Palace en octobre 1969. La communication de la Motown insiste sur le fait que c'est Diana Ross qui a découvert les Jackson 5, ce qui est exagéré : ils ont été découverts par Gladys Knight et c'est Bobby Taylor qui les a amenés à Détroit pour leur faire passer une audition : néanmoins leur premier album s'intitule Diana Ross Presents The Jackson 5, avec quelques lignes écrites par elle.
L'année se termine en octobre avec une position de no 1 dans les charts (pop et R&B) des Supremes avec Someday We'll be Together, une chanson qui préfigure leur séparation. Cette chanson tirée de l'album Cream of the Crop tirée de l'album Cream of the Crop, sorti en novembre, est enregistrée par Diana Ross avec un chœur d'où se détachent Julia et Maxine Waters mais sans Wilson ni Birdsong, car elle a été prévue comme le premier single solo de Diana Ross. C'est un succès qui se vend à 2 millions d'exemplaires.

#### Débuts de carrière solo
En octobre 1969, Diana Ross quitte les Supremes pour entamer une carrière solo. Elle se libère du poids symbolique des Supremes pour lancer le 19 juin 1970 son premier album en solo intitulé sobrement Diana Ross, prélude à une série de succès sur quinze ans. Réalisé et presque entièrement écrit par Ashford & Simpson ce vinyle, classé no 19, donne lieu à deux singles : Reach Out & Touch (Somebody's Hand), sorti en avril (no 20 pop, no 7 R&B et no 33 anglais), et surtout Ain't no Mountain High Enough (no 1 pop et R&B, no 6 anglais), après sa sortie en juillet. Ce dernier single se vend à plus de 1 200 000 exemplaires. Elle donne aussi sur l'album sa propre version de You're All I Need to Get by. Reach Out & Touch était un projet de single propre à Ross, dont Gordy ne voulait pas entendre parler, arguant du fait qu'il aurait peu de succès - il est vendu à 500 000 exemplaires. Si ce titre a été édité en single, c'est sur l'insistance de la chanteuse qui en fait même une de ses chansons emblématiques lors de ses concerts (elle est reprise par les Supremes et les Four Tops sur The Magnificent Seven en 1970 et elle sert même d'introduction aux Jeux olympiques de Los Angeles en 1984). Ce disque est fait de très nombreuses reprises ; Now That There’s You, Can’t It Wait Until Tomorrow et Where There Was Darkness avaient été enregistrés en 1969 par Valerie Simpson pour son premier album (les deux premières chansons sortent en 1971 sur son album Exposed) ; Keep an Eye avait été chanté par les Supremes sur Love Child puis par Gladys Knight en 1969 ; on retrouve aussi sur cet album deux ex-duos de Marvin Gaye et Tammi Terrell, Ain’t no Mountain High Enough de 1967 et You’re All I Need to Get by de 1968 ; Dark Side of the World enfin avait été enregistré au premier trimestre 1969 par Marvin Gaye (mais prévue pour être un duo avec Terrell). Cette dernière chanson est restée inédite jusqu’en 1999 date de la sortie de Love Starved Heart – Expanded Edition. Diana Ross est réédité en 2002 avec huit titres en plus, dont quatre chansons réalisées par Bones Howes (réalisateur des Fifth Dimension qui avait été un moment pressenti pour réaliser ce premier album solo de Ross). La nouvelle Diana Ross est lancée par un spectacle au Waldorf-Astoria, où elle chante vingt chansons avec huit costumes, vingt-cinq musiciens, trois choristes et deux danseurs.
La même année, en octobre, suit Everything is Everything (no 42) avec la chanson-titre, I'm Still Waiting (le single lancé en même temps, no 63 pop, no 40 R&B) puis Doobedood'ndoobe, Doobedood'ndoobe, Doobedood'ndoo, (no 12 anglais) écrits et réalisés par Deke Richards. I'm Still Waiting est no 1 anglais quatre semaines et no 36 néerlandais en 1971. Ce single a vu le jour en Angleterre grâce à l'insistance de l'animateur de radio Tony Blackburn qui présentait l'émission Breakfast Show sur BBC 1 et qui a passé cette chanson sans relâche jusqu'à ce que l'antenne britannique de la Motown soit convaincue de la sortir en single. I'm Still Waiting se reclasse no 41 en octobre 1976 en Angleterre. Ce titre, d'une joliesse sexy et innocente propre à Diana Ross de cette époque, est resté là-bas une des chansons emblématiques de la chanteuse, alors qu’on s’en souvient peu aux États-Unis.
Ross commence l'année en étonnant tout le monde par son mariage à Las Vegas avec Robert Silberstein le 20 janvier 1971.
Elle a aussi en mars une émission télévisée sur ABC, où sont invités les Jackson 5, Bill Cosby et Danny Thomas. On en tire une bande originale intitulée Diana!, qui ne peut cependant être considérée comme un véritable vinyle. Néanmoins, un mois après, en avril, est lancé un single en duo avec les Jackson 5, Feelin' Alright (la face 2 est de Bill Cosby). L'album se classe no 46.
En juillet 1971, elle lance Surrender (no 56) où elle retrouve Ashford & Simpson ; les singles sont Remember Me (en) (no 16 pop, no 10 R&B, vendu à plus de 500 000 exemplaires et no 7 anglais) sorti à la fin de l'année 1970, And If You See Him où sa voix se coule avec charme dans la mélodie, la reprise de Reach Out I'll Be There (no 29 pop, no 17 R&B, lancé en avril) et Surrender (no 38 pop, no 16 R&B, lancé en juillet, no 10 anglais) aux harmonies orchestrales superbes.
En Angleterre, la date de sortie de l'album Surrender était prévue en même temps qu'I'm Still Waiting devenait no 1. Surrender a donc été rebaptisé I'm Still Waiting après le rajout de cette dernière chanson sur l'album et une visite de Ross en Angleterre.
Tous ces singles se retrouvent sur sa première compilation en solo Greatest Hits de 1972. Ces trois albums forment une unité qui, sans rompre avec les Supremes, sert de transition à un style plus personnel.

#### D'un film à un autre
En 1972, elle interprète le rôle de Billie Holiday dans le film Lady Sings the Blues. La bande originale du film est un double album paru à la Motown où Ross chante des standards de jazz. Le tour de force est salué par tous et Ross obtient un Golden Apple Award pour être « la révélation la plus prometteuse de l'année » et des Golden Globe Awards. L'Oscar lui échappe de peu, probablement à cause d'une campagne de promotion de Gordy trop agressiver. Le single qui est tiré de la bande originale du film est Good Morning Heartache (no 34 pop, no 20 R&B) tandis que le vinyle est classé no 1. Les deux réussites les plus remarquables sont Lady Sings the Blues et The Man I Love (1972). Cette même année le magazine Cue la nomme Entertainer of the year. En 1973, elle et son film sont invités au Festival de Cannes, où elle chante, applaudie et félicitée par Joséphine Baker.
Un album de chansons de jazz aurait dû accompagner Lady Sings the Blues, mais Berry Gordy pensant que ceci enfermerait Ross dans un marché trop étroit, préfère la confier au réalisateur artistique Michael Masser pour un nouvel album pop (l'album jazz sortira en 2006 sous le nom de Blue). C'est l'album Touch Me in the Morning qui permet à Ross de revenir au sommet des hit-parades en août 1973 avec la chanson du même nom, Touch Me in the Morning. Ce no 1 pop, no 5 R&B et no 1 adulte a été lancé en mai et est resté 5 mois dans les charts. Il est aussi sélectionné pour un Grammy Award et s'est vendu à plus d'un million et demi d'exemplaires. Il s'est classé no 9 en Angleterre et no 9 en Australie. L'album du même nom est classé no 5 ; on y trouve des ballades : All of my Life no 9 anglais et My Baby (My Baby, my Own), et les premières auto-réalisations : Imagine et Save the Children.
Suit un album de duos avec Marvin Gaye, Diana & Marvin, enregistré à l'automne 1972 et lancé en octobre 1973, album qui se classe no 26 : le single You're a Special Part of Me lancé en septembre est classé no 12 pop et no 4 R&B. Parallèlement elle lance en décembre last Time I Saw Him : l'album (no 52), un 33 tours promotionnel de 4 chansons de l'album et le single ; ce dernier se classe no 14 dans les listes pop, no 15 dans les listes R&B, no 1 dans les listes adultes au début de 1974, et est no 35 en Angleterre. En même temps le duo avec Gaye My Mistake (Was to Love You) lancé en janvier 1974 se classe no 19 pop et no 15 R&B. En avril, Sleepin, tiré de Last Time I Saw Him se classe no 70 pop et no 50 R&B. Les deux albums qui composent ce panachage sont honnêtes : elle reprend cependant de façon spectaculaire en duo Don't Knock my Love dans Diana & Marvin (le troisième single lancé en juin 1974, no 46 pop et no 25 R&B).
Diana & Marvin s'est bien vendu sur le moment. L'album Diana & Marvin est comparé aux trois albums de Gaye avec Tammi Terrell sortis entre 1967 et 1969 et les critiques se laissent aveugler par le mythe qu'il représente. La fin abrupte de Terrell nimbe tout cela d'une aura de tristesse prompte à émouvoir, accentuée par la fin, abrupte elle aussi, de Gaye, alors que de très nombreux titres sont de Gaye avec Valerie Simpson. Et, pour mieux enfoncer le clou, on reproche à Ross de ne pas avoir enregistré les chansons avec Gaye dans le même studio – parce qu'elle était enceinte et que Marvin Gaye fumait constamment de la marijuana. De l'album avec Marvin Gaye, indépendamment des trois singles propres aux États-Unis (You're a Special Part of Me, My Mistake (Was to Love You) et Don't Knock my Love), sont édités deux singles en Angleterre : You Are Everything (mars), no 5 - no 14 aux Pays-Bas - et Stop, Look and Listen (To Your Heart) (juillet), no 25.
Après une réédition de Baby Love (no 12 en août), un autre single est lancé spécifiquement pour l'Angleterre en septembre : Love Me (no 38) tiré de Last Time I Saw Him. Diana & Marvin s'est de plus reclassé no 78 en août 1981 en Angleterre. Il a aussi été réédité avec des bonus en 2001. Last Time I Saw Him a été réédité en double CD chez Hip-O select en 2007 : on y retrouve l’album d’origine, la version quadraphonique destinée au marché japonais avec quelques petites différences et un CD en boni.
La deuxième pause dans ce début de carrière est un single no 17 adulte et no 23 anglais Sorry Doesn't Always Make It Right (enregistré en 1974 et lancé en février 1975 avec une face B inédite de 1975, Together) après un disque en public, Diana Ross Live At Ceasar's Palace, qui avait été lancé en mai 1974. Elle vise consciemment un public adulte avec du jazz et des reprises de chansons chantées sur Broadway, mais aussi l'inévitable pot-pourri des Supremes. Elle commence à devenir une réponse noire à Barbra Streisand. L'album se classe no 64, suivi d'une compilation des Supremes (Anthology) classée no 66.
À partir du 12 novembre 1974, elle tourne à Chicago, puis à partir du 13 janvier à Rome, Mahogany, un film de Berry Gordy dont elle a dessiné les 50 costumes. Elle retrouve Michael Masser qui compose et réalise la musique du film avec l'aide de Gil Askey, l'homme des concerts ou des spectacles sur Broadway (Funny Girl avec les Supremes, entre autres). Le film est un succès et son thème musical Do You Know Where You're Going to se classe no 1 pop, no 14 R&B, no 1 adulte, no 5 en Angleterre, no 4 aux Pays-Bas. Le single se vend à près d'un million d'exemplaires, soutenu sur la bande originale du film par des suites orchestrales (l'album est classé no 19 aux États-Unis et no 9 aux Pays-Bas). Le single est lancé en septembre et la bande originale du film en octobre. Une des chansons de l’album (Let’s Go Back to Day One) est reprise dans une version disco sur The Magic Disco Machine de Disco-O-Tech tandis qu’une autre, Erucu, aura un grand succès dans les discothèques new-yorkaises branchées. Michael Masser a fait enregistrer de nombreuses chansons à Ross mais seule Do You Know Where You're Going to est incluse sur l’album. Les autres réapparaissent sur les albums de 1976 (After You) et de 1978 (To Love Again) de Ross.

#### Période disco
Le beau slow Do You Know Where You're Going to est intégré au vinyle de février 1976, probablement son meilleur, intitulé comme celui de 1970 Diana Ross. Dans cet album de soul superbement réalisé, qui devient no 5 aux États-Unis, no 4 en Angleterre, no 3 aux Pays-Bas, no 12 en France et no 26 en Suède, elle est accompagnée d'une puissante section rythmique comme elle n'en avait jamais connu jusqu'alors.
Le premier single, sans grand intérêt, I Thought It Took a Little Time, est lancé en février (no 47 pop, no 61 R&B, no 4 adulte et no 32 en Angleterre).
Le deuxième single magistral, Love Hangover, est sa réponse au disco, un no 1 aux États-Unis, dans les classements pop, R&B et disco, un no 10 anglais et un no 23 néerlandais et son premier succès en France. Il existe deux enregistrements de cette chanson : celui de la version commercialisée et une première prise qui a ensuite donné lieu à un remix Disconet en 1979. Love Hangover est réalisée par Hal Davis qui réalisait les disques des Jackson 5 et qui lui avait réalisé la majeure partie de Diana & Marvin. Il devient le spécialiste du disco à la Motown, avec d'indéniables réussites comme le Don't Leave Me This Way de Thelma Houston, contemporain de Love Hangover. Diana Ross est alors la seule chanteuse à avoir accumulé quatre no 1 et le magazine Billboard la nomme Entertainer of the Century.
Après Love Hangover, lancé en mars, le single suivant, en juillet, est One Love in my Lifetime, dont il existe deux versions, classé no 25 pop et no 10 R&B. Un autre titre réussi est Ain't Nothin' But a Maybe chanson qu'Ashford et Simpson avaient écrite et interprétée en 1974 – et que Rufus avait reprise la même année.
Parallèlement, elle sort en juillet un Greatest Hits (no 13 aux États-Unis et no 2 en Angleterre). Love Hangover ennuya plutôt Berry Gordy qui voulait à l'époque concentrer toute la promotion sur Mahogany (C'est aussi le début des projets d'adaptation de la vie de Joséphine Baker à l'écran, qui plombent la carrière de Ross).
Malgré cela, Diana Ross partira en tournée avec trente-huit musiciens. De cette tournée, où Love Hangover n'est qu'une musique de fond pour une démonstration de danse, elle tire un double album, enregistré à l'Ahmanson Theatre de Los Angeles, An Evening With Diana Ross, lancé en janvier 1977 et classé no 29 aux États-Unis puis no 52 en Angleterre.

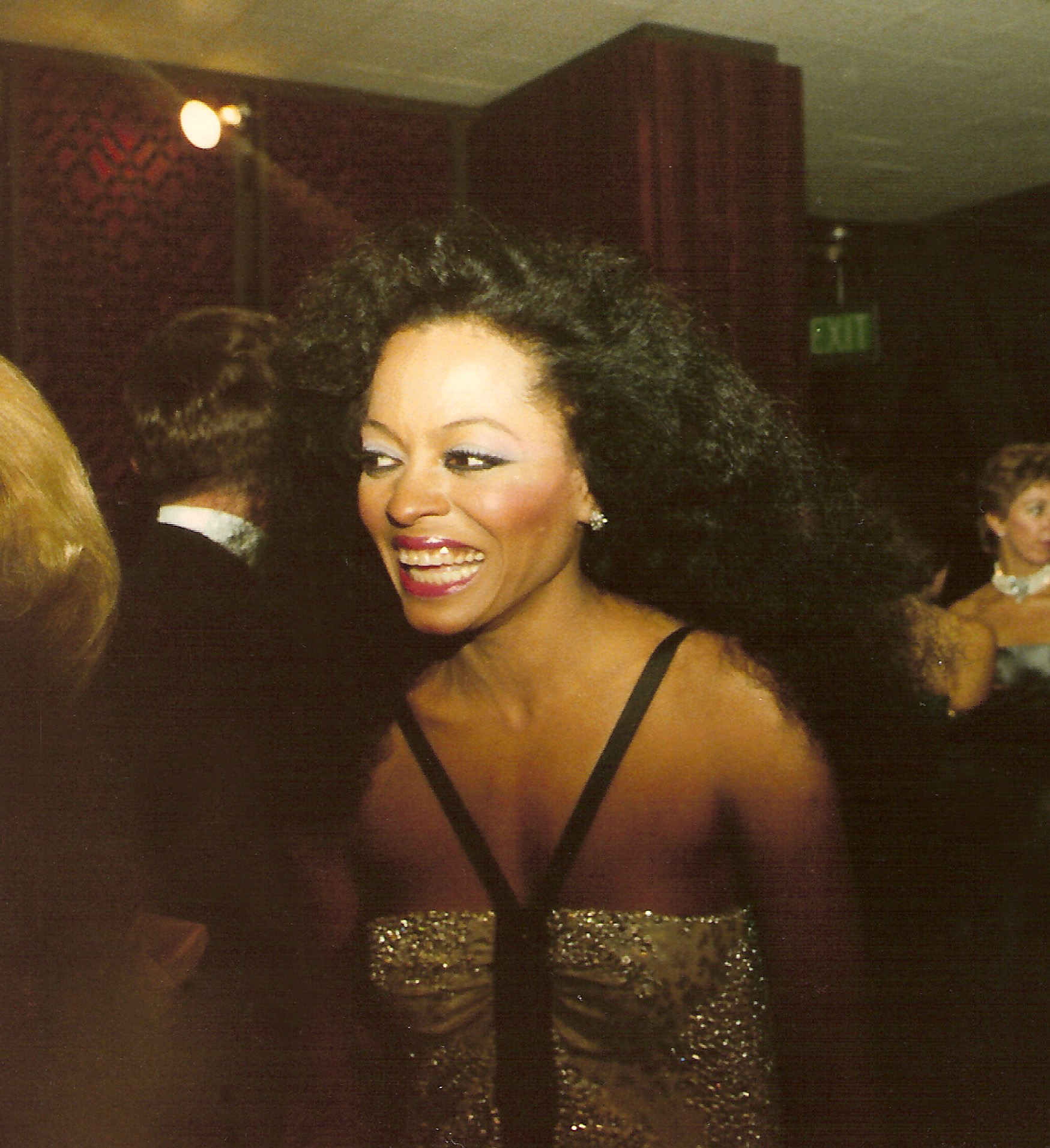
Diana Ross.

Comme à son habitude, elle fait alterner ses propres succès avec ceux des Supremes, et des standards de jazz avec des chansons de Broadway. Ce panachage est particulièrement réussi avec d'excellentes interprétations de Stormy Weather, I Need a Little Sugar in my Bowl et What I Did for Love, sous la direction musicale de Gil Askey, dont c'est la dernière production avec Diana Ross, avant que celui-ci ne découvre Linda Clifford. Le vinyle date de 1977 et est enregistré en septembre 1976. Il avait été précédé d'un spectacle à Broadway au Palace Theatre où elle venait de battre tous les records au box-office en faisant une recette de 427 901 USD. Broadway lui offrit même pour cette performance un Tony Award.
En mars 1977, elle devient la première femme dans l'histoire de la télévision à avoir une émission spéciale de 90 minutes, intitulée Diana Ross : Here I am, basée sur son spectacle de night-club. Elle chante, danse et joue Ethel Waters, Joséphine Baker et Bessie Smith, ce qui est salué comme un tour de force réussi.
Les années 1977 et 1978 sont cependant des années qui pâtissent de la proximité du feu d'artifice qui a précédé. Tout d'abord, elle divorce. Puis, les deux vinyles suivants sont moins magistraux ; le premier est Baby It's Me, sorti en septembre 1977 et réalisé par Richard Perry : il se classe no 18. Le premier single qui en est tiré, Gettin' Ready for Love, sorti en octobre, est classé no 27 (no 23 anglais) tandis que le second, le syncopé Your Love is So Good for Me passe inaperçu (no 49 pop et no 16 R&B). Sorti en janvier 1978, il est agrémenté d'un agréable remix long, dont la face 2 est I Can't Go on Living Without Your Love de Thelma Houston. Your Love is So Good for Me s’est classée no 15 disco dans sa version lp et no 30 disco dans sa version longue. En juillet sort le troisième You Got It (no 49 pop et no 39 R&B) et en septembre les DJ reçoivent Top of the World, deux singles peu marquants. Ce vinyle contient cependant de beaux slows et une chanson disco au parfum jazzy The Same Love That Made Me Laugh (reprise de la chanson de Bill Withers de 1974). Deux ballades sont coécrites par Melissa Manchester : Come in From the Rain, une reprise de la même Melissa Manchester (1976) devenue un gros succès pour Captain and Tennille (1977) et Confide in Me ; la ballade Too Shy to Say, une reprise de Stevie Wonder (1974), est par contre peu mémorable. Le choix de Richard Perry pour réaliser l'album est assez étonnant car il avait réalisé des disques pour des chanteurs de pop comme Barbra Streisand (1971), Carly Simon (1972), Ringo Starr (1973) et Leo Sayer (celui de 1976 et les deux suivants). Après Ross, il réalise tous les disques des Pointer Sisters entre 1978 et 1988.
Ross reprend aussi cette année-là le standard motownien repris plusieurs fois, For Once in my Life, mais cette chanson à la voix sensuelle sur fond de basse reste inédite jusqu'en mai 1983 (disponible sur l'album Motown Superstars Sing Motown Superstars). Cette chanson devait faire partie d'un album disco, mais ce dernier est annulé.
L'année 1978 est celle des projets ambigus. Elle aurait dû lancer un deuxième album réalisé par Richard Perry mais il est annulé peu après quelques séances d'enregistrement ; seule une chanson sortira par la suite, la reprise de Baby, I Love Your Way de Peter Frampton.
Son album de cette année, Ross, sorti en septembre, n'est inédit qu'aux deux tiers (six nouvelles chansons et trois chansons déjà connues un peu modifiées). On y retrouve Sorry Doesn't Always Make It Right (dans une version différente de celle de 1974 sans harmonica), Together (dans une version rallongée de 15 secondes par rapport au single de 1975) et Reach Out I'll Be There (dans une version légèrement différente de celle de l'album Surrender, avec une intro quasiment a cappella et un petit morceau senza voce vers la fin). Les singles sont Lovin', Livin' & Givin' , sorti en octobre mais pas aux États-Unis (no 54 anglais) où il n’a été distribué que sous une forme promotionnelle aux DJ, et What You Gave Me au rythme entrechoqué entraînant, sorti en décembre (no 86 R&B). Il existe six versions de Lovin' Livin' & Givin' dont une sur la bande originale du film disco Dieu merci, c'est vendredi (Thank God It's Friday). What You Gave Me écrit par Ashford et Simpson, et meilleur que la version originale de 1969 par Marvin Gaye et Tammi Terrell, connaît une version rallongée assez heureuse (avec en face 2 un remix de Free Me From my Freedom de Bonnie Pointer). Néanmoins, ces deux réalisations signées Hal Davis montrent les limites du disco à la sauce Motown, même si You Were the One sur le même album est une bonne réussite réalisée par Greg Wright. Les slows To Love Again (une réalisation de Michael Masser enregistrée à l'époque de Mahogany) et Never Say I Don't Love You sont par contre parmi les plus beaux qu'elle ait jamais enregistrés. Ce qui est étonnant est que la Motown n’ait pas sorti d’album entièrement inédit pour 1978 alors qu’entre 1973 et 1978, Ross avait enregistré de nombreuses chansons qui refont surface par la suite. Ceci est d’autant plus inexplicable que ces dernières ajoutées à ce qu’elle a sorti hors Ross en 1978 auraient pu faire un double album qui aurait répondu à ceux de Donna Summer qui en sortira quatre de suite entre 1977 et 1979 (deux albums en studio, un disque en public et une compilation avec deux inédits, mais bizarrement pour elle non plus pas d’album en studio en tant que tel pour l’année 1978). Lovin', Livin' & Givin' , clone du I Feel Love de Donna Summer manque de vigueur, mais a été choisi à la fois pour ouvrir l'album et pour être inclus sur Thank God It's Friday. Les pressages nord-américain et européen proposent d’ailleurs des versions très différentes (4 min 40 s et un arrangement très synthétique en Amérique du Nord, 3 min 15 s et un arrangement moins synthétique en Europe ; la version de l’album Thank God It's Friday nord-américain est de plus celle du 45 tours européen). La Motown, qui a sorti six versions différentes de la chanson mais pas de 45 tours aux États-Unis, ne semble pas très convaincue. La version du film commence comme celle de l'album et on y entend la chanteuse, mais elle devient vite une version senza voce servant de fond à des conversations (ce qui en fait donc une septième version). Enfin les remixes des trois chansons déjà connues ne sont assez perceptibles que si l'on se livre à un exercice pointu de comparaison et on n'a pas l'impression d'entendre de nouvelles versions.

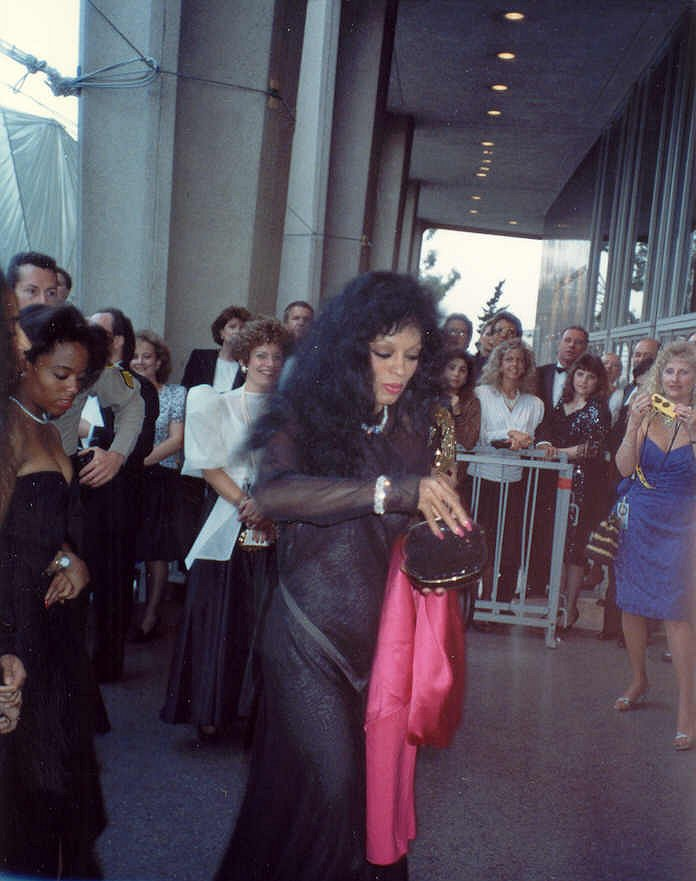
Diana Ross en 1990.

Cette même année sort The Wiz, un film moyen (qui a coûté 13 millions de dollars américains) dû à Sidney Lumet. La bande originale du film (no 40 aux États-Unis mais no 9 aux Pays-Bas) signée Quincy Jones et Tom Bahler est du même acabit si l'on excepte le bon duo avec Michael Jackson, Ease on Down the Road, sorti en août 1978 en single. Classé no 41 pop et no 17 R&B, cette version est très inspirée de celle que Consumer Reports avait faite en 1975. Le double vinyle inclut un livret et des photos sous forme d'affiche.
Ce projet avait débuté à la mi-année 1977 quand la Motown avait acquis les droits de la comédie musicale. Le metteur en scène pressenti (il y tenait depuis 1975) était John Badham. Mais il refusa de travailler avec Ross et s'en fut faire La Fièvre du samedi soir (Saturday Night Fever). Les répétitions avaient commencé en juillet 1977 tandis que le tournage dura du 3 octobre au 30 décembre. Si Ross a eu ce rôle, c'est sur sa propre insistance même si Gordy pensait que c'était une erreur - surtout que Stephanie Mills, qui avait joué Dorothy Gale du Magicien d'Oz à Broadway, avait sorti un album chez Motown en 1975. Ross est peu crédible même si le film, sorti en octobre 1978, est agréable. Il aurait dû être accompagné en 1978 d'un disque, Diana Ross Sings Songs From the Wiz, album qui ne sortira pas. Seule une version de Home sortira en 1999. À la fin de cette même année, on lui propose The Bodyguard avec Ryan O'Neal, projet qui n'aboutira pas mais qui ressortira 14 ans après pour les débuts à l'écran de Whitney Houston. Ross et O'Neal connaissent une brève amourette à ce moment-là.
Fin 1978, Diana Ross participe à l'album Pops, We Love You dédié au père de Berry Gordy qui vient de mourir en novembre (l’album est sorti en décembre 1978). Cet album contient la chanson-titre qu'elle chante avec Marvin Gaye, Stevie Wonder et Smokey Robinson. La chanson est publiée en single en décembre 1978 et elle se classe no 26 R&B et no 59 pop aux États-Unis en janvier 1979 puis no 66 au Royaume-Uni en février. Ce morceau sans intérêt est écrit par Pam Sawyer et Marilyn McLeod qui avaient écrit Love Hangover, mais n’a rien à voir avec son illustre prédécesseur et ses quatre illustres interprètes sont mal mis en valeur. La seule curiosité de ce single est d'être disponible dans un 45 tours en forme de cœur rouge. Sur l’album, la chanson Pops We Love You est disponible dans une version de 5 min 50 s dite « disco » et dans une version courte de 3 min 30 s. Sur le 45 tours américain, il y a cette version courte et en face 2 une senza voce. Le 45 tours européen propose une version plus longue (4 minutes) avec des paroles parlées dans la deuxième moitié. Il existe aussi une version remixée de 6 min 30 s pour le maxi. À ceci s’ajoute une version de 3 min 50 s disponible sur la quadruple compilation de Marvin Gaye The Marvin Gaye Collection (1990) et qui est une sorte de version rallongée de la version 3 min 30 s. Comme pour Lovin', Livin' & Givin’, il est intrigant de connaître pourquoi une chanson si peu intéressante a connu tant de versions. La face 2 du single sur certains marchés, I'll Keep my Light in my Window, est un duo de Ross avec Marvin Gaye. Disponible aussi sur Pops, We Love You, la chanson est cependant créditée en 1979. La version originale de cette dernière chanson est de Caston et Majors et ouvrait la face 2 de leur album homonyme sorti en novembre 1974 à la Motown. En septembre 1975, elle avait été éditée en single en Angleterre, pays où elle avait eu un certain succès. Les New York Community Choir ont sorti leur version dans le courant de l’année 1978, suivi du groupe Eruption qui sort la sienne au même moment que Ross et Gaye.
À partir de 1976, Diana Ross commence à se dégager de l'emprise de Gordy. Elle fait un pas supplémentaire en créant en janvier 1979 les Diana Ross Enterprises, Inc. Puis, retrouvant Ashford & Simpson, elle sort The Boss en mai 1979, le premier album que Gordy n'ait pas supervisé : elle montre alors clairement qui est le chef. Commercialement, c'est l'album salvateur : classé no 14, il est disque d'or (mais no 52 en Angleterre). Délaissant définitivement les formes les plus immédiates du disco, elle préfère une variété élégante superbement orchestrée saupoudrée de disco chic.
Le premier single The Boss, sorti en mai, est classé no 19 pop et no 12 R&B ; il s'en vend près de 250 000 exemplaires et il est no 40 en Angleterre. Il est soutenu par un remix long (dont la face 2 est Lovin' Livin' and Givin' ) et un deuxième single It's my House, sorti en octobre (no 25 R&B, no 32 anglais et un étonnant no 7 en Afrique du Sud). Les deux remixes longs sont disponibles sur une réédition en CD américaine de l’album The Boss sortie en 1999. On peut y ajouter un autre single sorti entre les deux en Europe, No One Gets the Prize (no 59 anglais en octobre) et un collage de The Boss avec le début de cette dernière. La suite No One Gets the Prize/The Boss, à l'origine face 2 du 12" single de It's my House, est no 1 disco le 25 août, pendant deux semaines. Elle sert aussi de face 2 à un Medley of Hits des Supremes sorti début 1980. Les remixes, comme l'album The Boss, sont mixés par Jimmy Simpson, qui a aussi remixé No One Gets the Prize, mais cette version longue 'est disponible qu'en 2001 sur la double compilation The Motown anthology. Enfin une dernière version longue, celle de I Ain’t Been Licked, est commercialisée en 2003 sur la réédition de Diana, l’album de 1980 – il s’agit en fait d’une version non coupée plus que d’un remix.
The Boss aussi apprécié dans les discothèques que dans les radios, voit son succès souligné par le retour de Ross au Caesars Palace pour un superbe concert avec 50 musiciens, 13 chanteurs, 9 danseurs et un spectacle magnifique qui comprend entre autres l'arrivée de Diana Ross en manteau de fourrure blanche entourée de ses danseurs, dans la meilleure tradition américaine. Comme d'habitude, c'est l'impossible choix entre le marché pop et des spectacles luxueux réservés à un public choisi.
Néanmoins The Boss est un habile compromis entre les deux, un album de variété luxueuse proche du soul sans renier les apports des années 1970. La chanson la plus réussie est à cet égard I Ain't Been Licked, typiquement dans le style de Broadway dans son utilisation de l'orchestre mais rythmée et tonique, qui échappe aux pièges de l’easy listening. Diana Ross a d'ailleurs trouvé le juste milieu entre la variété adulte à la Dionne Warwick et le pop de discothèque à la Donna Summer. La tournée coûte cependant trop cher, tandis que Ross se rend compte que, quand elle est en concert à l'extérieur, elle doit payer le prix de son indépendance en acceptant que la Motown ne fasse pas le maximum pour promouvoir son album. En mars 1980 néanmoins, un disque promotionnel est édité : c'est une entrevue de la chanteuse. Il vient peu après une compilation, classée no 2 en Angleterre et no 6 aux Pays-Bas (novembre 1979).
En mai 1980, la Motown sort un single avec un pot-pourri des Supremes. Il contient Stop ! in the Name of Love, Back in my Arms Again, Come See About Me, Love is Like an Itching in my Heart, Where Did Our Love Go et Baby Love. Il est remixé par Carl Harris et une basse et une batterie disco ont été rajoutées. Le résultat est mitigé. Il avait d’abord été distribué dans les discothèques où il plafonne au no 46 disco en mars, puis il est raccourci pour un 45 tours et intégré sur une compilation en septembre (Motown Superstars Series Volume 1 : Diana Ross and the Supremes). Sur cette compilation, le pot-pourri remplace les succès d’origine et pour l’accompagner il y a six autres chansons des Supremes, ce qui fait un disque sans intérêt. Il ne s’agit pas du premier pot-pourri des Supremes, y compris pour Ross qui utilise cette technique en concert. Le service d’abonnement pour les DJ de Disconet avait déjà sorti deux de ces collages de morceaux de chansons. Le premier réalisé par Bobby DJ Guttadaro en mars 1979 réunissait des chansons de Ross et des Supremes. Intitulé Bobby DJ Spotlights Diana Ross, il dure 18 min 34 s et contient Love Hangover, Going Down for the First Time, Love is Like an Itching in my Heart, What You Gave Me et Where Did Our Love Go (volume 2, no 8, disque 1 de Disconet).
Le second pot-pourri date de décembre 1979. Réalisé par Bill Motley et le DJ Trip Ringwald, il est introduit par un remix de No One Gets the Prize réalisé par Chico Super Starr puis il continue par le pot-pourri des Supremes pendant 14 min 22 s en tout, soit 5 min 27 s et 8 min 52 s respectivement (volume 3, no 3, disque boni). À l’exception de quelques notes de guitare, c’est ce dernier que la Motown a finalement commercialisé (sans mettre le nom des DJ). La seule information remarquable à propos des remixes de Disconet est que la version de Love Hangover sur laquelle a travaillé Guttadaro n’est pas la version album de 1976, mais la prise différente avec sensiblement plus de paroles. De plus, les violons ont disparu des huit premières secondes avant que ne chante Ross. Enfin ce remix dépasse les dix minutes mais les deux dernières minutes ne sont qu’une répétition de ce qui vient juste avant. Outre les quelques milliers de pressages Disconet, ce remix a été disponible dans un pressage pirate mal fait chez JVS avant de faire sa première apparition officielle en 2003 sur un CD de Ross (la réédition de Diana dite « Deluxe »).

#### Dianaet fin du contrat à la Motown
En mai 1980, elle publie Diana (typographié « diana » sur la pochette, avec un d minuscule), album unanimement salué, réalisé par Bernard Edwards et Nile Rodgers de Chic ; certifié disque de platine, cet album est classé no 2 des charts albums (no 12 anglais, no 2 néerlandais, no 1 suédois, no 2 belge, no 5 danois et no 4 italien), et se vend à 10 millions d'exemplaire dans le monde.
Elle avait vu le groupe Chic en concert en Californie sur l'insistance de ses filles et, voyant l'ampleur du raz-de-marée, avait décidé d'en faire ses réalisateurs artistiques. La Motown craignit l'échec pour ce vinyle : Chic n'était plus sur la pente ascendante et Diana Ross non plus. Il est devenu cependant un des albums les plus importants de Ross en solo. Plusieurs titres sont devenus des hits internationaux et des succès en club, notamment le premier single, sorti en juin, Upside Down, mais aussi I'm Coming Out, qui joue du rayonnement de la chanteuse au sein de la communauté gay,.
Cette même année, un mois avant que son contrat avec la Motown n'expire, elle sort It's my Turn (septembre 1980), single tiré de la bande originale du même nom qui se classe no 9 pop, no 14 R&B et no 9 adulte (no 16 anglais et no 35 néerlandais) et est vendu à presque 500 000 exemplaires (l'album de la bande originale de It's my Turn sort en octobre 1980). Le single est ensuite intégré l'année suivante (février 1981) au vinyle To Love Again(no 16 R&B et no 32 pop aux États-Unis et no 26 en Angleterre), un album à la face 1 inédite réalisée par Michael Masser, avec de belles chansons comme Stay With Me, qui reprend la structure de Do You Know Where You're Going to. Cette chanson avait été précédemment chantée par Billy Davis en 1978, sur le même album où il chante en duo avec Marilyn McCoo I Thought It Took a Little Time. One More Chance suivra en février (no 54 R&B, no 79 pop et no 49 anglais) et Cryin' my Heart Out for You en mai (no 58 anglais). Le reste de l’album est dévolu à des réalisations de Michael Masser enregistrées entre 1973 et 1975 (mais sorties parfois plus tard, jusqu'en 1978). Cet ensemble est un peu trop monolithique – la Motown le craignait d’ailleurs puisque After You, disponible sur l'album de 1976, avait été prévu à l’origine sur cet album, mais la chanson est finalement retirée.
Après son retour sur le marché pop, elle vise le marché adulte, tendance confirmée par le duo avec Lionel Richie, Endless Love, thème du film du même nom (le single est sorti en mai, un mois avant la bande originale pour le film traduit en français). Le titre reste no 1 pop neuf semaines de suite aux États-Unis (et sept semaines no 1 R&B) et est chantée par ses deux interprètes lors de la remise des Oscars en 1982. Le duo se classe aussi no 1 adulte, no 1 en Angleterre, no 4 aux Pays-Bas, no 5 en Suède, no 1 en Australie et no 1 au Canada. En septembre, les DJ reçoivent un single édité par PolyGram de l'autre duo Ross/Richie du film, Dreaming of You. Après ce succès, elle quitte la Motown pour RCA aux États-Unis (et Capitol pour l'Europe). En 2003, To Love Again est réédité en CD avec onze titres supplémentaires dont Endless Love et Dreaming of You mais aussi deux inédits.
La Motown réalise alors de nombreuses compilations sur sa carrière solo. La meilleure, All the Great Hits, avec les chansons en version complète et un texte conséquent sort en septembre 1981 : elle se classe no 37 en octobre aux États-Unis, no 17 en Angleterre et no 18 aux Pays-Bas. En septembre aussi était sortie Diana's Duets avec Endless Love (uniquement sur la version européenne, car les droits n'appartiennent pas à la Motown, mais à PolyGram), Pops, We Love You, I'll Keep my Light on my Window, et même Try It Baby avec les Supremes et les Temptations. En décembre 1982, Love Songs se classe no 5 en Angleterre. Suit en 1983 Anthology : The Very Best of Diana Ross (no 63 aux États-Unis). Cette dernière contient en prime deux inédits, Baby, I Love Your Way de 1977 et Young mothers de 1973. Il existe d'ailleurs deux versions en vinyle de cette anthologie, sensiblement différentes dans le choix des morceaux : celle parue en mai 1983 aux États-Unis pour le 25e anniversaire de la Motown (22 titres) et celle parue en Angleterre, plus riche (35 titres). Elle est rééditée en 1986 sur CD avec 38 morceaux. En décembre 1983, Portrait se classe no 8 en Angleterre. Enfin, en février 1984, elle a droit à sa première compilation en compact, 14 Greatest Hits.

#### Changement de maison de disques
En février 1981, elle avait produit un de ses propres spectacles télévisés pour CBS sans que Gordy ou la Motown soient concernés. Intitulé Diana, cette émission de 60 minutes consistait d'un concert au Forum de Los Angeles et de séquences en studio avec Michael Jackson, Mohamed Ali et Larry Hagman. Lors du concert, elle avait même chanté Reach Out & Touch (Somebody's Hand) en duo avec Mary Wilson mais cela n'apparaissait pas dans le spectacle télévisé.
Son départ de la Motown est alors imminent ; les offres sont nombreuses : Neil Bogart, qui avait lancé Donna Summer, lui propose 15 millions USD pour signer chez sa nouvelle compagnie, Boardwalk Records. Cette offre est dépassée par David Geffen (qui a engagé Donna Summer en 1980 pour inaugurer son label) puis par PolyGram et enfin elle signe chez RCA pour 20 millions USD, contrat considéré comme le plus lucratif de l'époque. Elle le signe en mars 1981 pour sept ans avec l'obligation de faire un album par an – ce qu’elle ne fait pas. Il concernait les États-Unis et le Canada tandis que Capitol/EMI distribuait ses chansons dans le reste du monde.
Le départ de Ross de la Motown ne se fait pas à l'amiable et en représailles Gordy annule une compilation d'inédits prévue pour l'hiver (Revelations). Au moment où elle part, la Motown sort un dernier single extrait de Diana, My Old Piano, en décembre 1981 (il était sorti juste après Upside Down en Angleterre). Il est suivi en août 1982 d'un titre inédit, We Can Never Light That Flame Again, sorte de testament avec en face 2 le charmant Old Funky Rolls. We Can Never Light That Flame Again était à l’origine prévu pour Ross et il est réactualisé pour l’occasion. Néanmoins, sans elle, la Motown n'est plus jamais la même, et vice-versa.
Diana Ross passe donc de la Motown, petit label indépendant qui a fait de sa négritude un mythe, à RCA, multinationale WASP. RCA, maison très ancienne, peut s'enorgueillir de son logo mythique (le chien qui écoute « la voix de son maître ») et d'inventions importantes comme le phonographe Victrola, le 45 tours (1949), la télévision en couleurs (1953) et la prise dite RCA jack utilisée pour brancher des appareils audio entre eux. Mais c'est aussi un groupe dont le succès dépendait beaucoup de son patron, David Sarnoff, en exercice dans les années 1950 et 1960 qui prend sa retraite en 1970, laissant un grand vide derrière lui.
Quand Diana Ross arrive chez RCA au début des années 1980, elle trouve un mastodonte pour qui elle n'est pas un enjeu majeur, même s'il lui procure un indéniable confort financier et qu'il lui laisse une grande liberté de manœuvre. Par un arrangement assez rare, le contrat chez RCA n'est valable qu'aux États-Unis et au Canada, tandis que pour le reste du monde, Diana Ross est chez Capitol, un des labels de la maison anglaise EMI, qui n'a aucun rapport avec RCA. Capitol est paradoxalement une maison de disques des États-Unis, acquise en 1955 par EMI. EMI utilise donc la marque Capitol pour les artistes que le label produit aux États-Unis, ce qui n'est pas le cas de Diana Ross puisqu'aux États-Unis, elle dépend de RCA. D'ailleurs la marque Capitol disparaît des disques de Ross en 1987. Au début, il n'y a pas de différence entre les disques de Ross sortis chez RCA et ceux chez Capitol/EMI (si ce n'est le choix des singles, mais cela arrive aussi à l'intérieur d'un même label qui adapte les sorties de ses filiales selon les marchés). À partir de 1983 par contre, des remixes ne sortent que chez Capitol/EMI et pas chez RCA. Enfin l'album de 1987 est sensiblement différent selon les deux labels. Au cours des années 1980, RCA semble se désintéresser de la carrière de Ross, contrairement à Capitol/EMI. Le rachat de RCA par BMG en 1986 ne renverse pas la tendance.

#### Années RCA
Son premier album chez RCA-Capitol est Why Do Fools Fall in Love (1981) - qui aurait dû être accompagné d'un disque d'aérobic. C'est une auto-réalisation moyennement convaincante où Charles Koppelman, producteur exécutif de Barbra Streisand, apparaît en tant que creative consultant. L'album, disque de platine américain, se classe no 15 aux États-Unis, no 17 en Angleterre, no 2 aux Pays-Bas et no 6 en Suède. La chanson-titre sortie en septembre est une reprise de Frankie Lymon & the Teenagers qui se classe no 7 pop et no 6 R&B (no 4 anglais, no 1 néerlandais et no 3 néo-zélandais). Le single suivant sorti en décembre, Mirror, Mirror, se classe no 8 pop et no 2 R&B (no 36 anglais et no 27 néerlandais). Cependant, elle commence une nouvelle étape de sa carrière avec Why Do Fools Fall in Love, reprise de pop adolescente de 1956. Pour la promotion de ce titre, elle tourne un clip, son premier authentique clip, à Las Vegas.
Elle se lance aussi dans l'aérobic, juste après avoir fait une publicité télévisée pour un club de gymnastique chic de Manhattan. Preuve de cette orientation, le très bon Work That Body est édité en single en avril 1982 et connaît un remix allongé, dont le rythme de base est donné par un piano mixé en avant. Ce titre se classe no 44 pop, no 34 R&B, no 7 en Angleterre et no 16 aux Pays-Bas. Mirror, Mirror et Work That Body sont classés conjointement no 14 club play. Work That Body est aussi le nom d'une ligne de vêtements de sport qu'elle lance par la suite. Cette chanson a une sorte de seconde partie qui lui ressemble, Ladies Hot Line, qu'elle écrit comme Work That Body avec Paul Jabara - compositeur de It's Raining Men, chanson qu'il avait d'ailleurs d'abord proposée à Ross. Elle est disponible sur son album à lui, en 1983, Paul Jabara & Friends. Enfin en août 1982 It's Never Too Late se classe no 41 en Angleterre.
Le second volet de ce premier diptyque auto-réalisé est Silk Electric, paru en septembre 1982 (no 27 aux États-Unis, no 33 en Angleterre, no 10 aux Pays-Bas et no 11 en Suède). Comme Why Do Fools Fall in Love, l'album laisse un peu l'auditeur sur sa faim. Le single qui en est tiré le même mois est un gros succès international, le spectaculaire Muscles, no 10 pop, no 4 R&B, no 15 en Angleterre, no 10 aux Pays-Bas et no 6 en Suède. Ce titre est écrit et réalisé par Michael Jackson, à l'insistance de Ross, alors que Jackson aurait préféré une coréalisation. La présence de Muscles et une vidéo appropriée font du vinyle un disque d'or. Le single suivant, aux harmonies vocales très années 1950, est So Close où Cissy Houston fait une apparition ; il se classe no 40 pop, no 76 R&B, no 13 adulte et no 43 anglais. Une réussite de l'album est Who agréable disco-funk sur rythme de basse et de violons, qui rappelle I Ain't Been Licked. Par contre le reggae I Am Me (face 2 du single Muscles) est plus anecdotique. Coécrit par deux débiteurs (qui la remboursent ainsi), Janie Bradford, vieille employée de la Motown - à l'origine du nom Supremes - et Freddie Gorman - qui avait écrit I Want a Guy -, il est légèrement rallongé par la suite et servira de face 2 à Shockwaves en 1987. L'étonnement vient du réussi Fool for Your Love (face 2 de So Close) qui est un morceau de hard rock, dont il existe une version longue dans les archives de RCA, jamais publiée. Ce titre rappelle que Diana Ross est alors la compagne de Gene Simmons, le bassiste de Kiss, depuis le printemps 1980. Elle est aussi depuis fin 1981 son propre imprésario dans le cadre du RTC Management (du nom de ses trois filles : Rhonda, Tracee et Chudney). C'est une compagnie qu'elle avait créée sous l'impulsion de son ancien mari, qui était aussi l'imprésario de Chaka Khan. Avant RTC, Ross avait été représentée un moment par Glickman-Marks Management de New York. RTC est divisé en plusieurs sociétés : Diana Ross Productions, qui se charge de l'activité discographique, Rosstown Music et Rossville Music qui sont les sociétés d'édition musicale, Chondee Inc. qui se charge des tournées, JFF (Just For Fun) qui est la branche de la mode et des produits de maquillage remontant au tournage de Mahogany, Anaid Film Productions Inc. qui se charge des activités filmographiques et Diana Ross Enterprises Inc. qui est la société financière.
L'album suivant (juin 1983) est moins funk et plus variété chic avec de superbes mélodies : il s'intitule Ross (comme l’album de 1978) et offre une pochette fascinante. Toutes les chansons sont élégantes et accomplies si ce n'est l'auto-réalisation Girls.
Le premier single (juin) est Pieces of Ice au tempo d'acier, classé no 17 club play, no 31 pop, no 15 R&B, no 46 en Angleterre et no 14 en Suède. Le vidéoclip est mis en scène par Bob Giraldi, qui avait fait Billie Jean et la fameuse publicité pour Pepsi avec Michael Jackson. Pieces of Ice fait partie de la première partie du disque réalisée par Gary Katz. Ce dernier est le réalisateur artistique des disques du groupe de pop-jazz Steely Dan et on retrouve sur l'album de Ross ses collaborateurs habituels, dont Donald Fagen qui vient juste de sortir son premier album solo, The Nightfly (no 11 pop et no 24 R&B en 1982).
Le second single (septembre) est le très réussi Up Front au rythme soutenu par deux guitares et une basse vrombissante (no 60 R&B). Les deux singles ont fait l'objet de remixes allongés. Up Front a aussi fait l'objet d'un remix anglais, par Steve Jolley et Tony Swain (réalisateurs artistiques du groupe Imagination, ayant un gros succès européen à ce moment). Cette chanson, ainsi que sa face 2 Love or Loneliness sont réalisées par Ray Parker, Jr. qui a eu un beau succès en 1982 avec The Other Woman (no 2 R&B et no 4 pop).
Le troisième single Let's Go Up est lancé en février 1984 (no 77 pop et no 52 R&B). L'album, classé no 32, est disque d'or, soutenu par une tournée aux États-Unis du 5 août au 7 novembre. En Angleterre, il se classe no 44, aux Pays-Bas no 13 et en Suède no 7. Cependant, le succès n'est pas au niveau de celui des deux précédents albums qui bénéficiaient de la rafale de succès des années 1979-1981 à la Motown.
La même année, elle donne le 21 juillet un mémorable concert gratuit à Central Park, devant presque 400 000 personnes, pour payer un parc de jeux. Ce concert est important pour son image, car c'est la première fois qu'elle se lance dans une œuvre de charité. Elle répond ainsi aux attentes de l'opinion publique et suit une mode caractéristique du moment. Le concert est produit par Anaid et Paramount Pictures. 7,5 % des revenus dus à la vente de tee-shirts, affiches etc. et de retransmission du spectacle à la télévision étaient prévus pour la reconstruction du parc d'enfants à hauteur de la 81e rue et de Central Park West. Si ce concert est un tel événement - Diana Ross fait la une du New York Times le lendemain - c'est plus à cause de l'orage qui éclate au-dessus du concert et qui laisse la chanteuse imperturbable. Le concert est cependant reprogrammé pour le lendemain devant 150 000 personnes mais est gâché après le spectacle quand quelques durs de Harlem en maraude provoquent des bagarres. Entre arrestations et hospitalisations, le lendemain, elle déclare : « quelques fous ont réussi à gâcher le plus grand concert jamais donné par un artiste noir en ne comprenant pas que le monde entier les regardait ». Le coût du concert a été de 1 800 000 USD : la ville de New York en paye 650 000 USD, mais Ross doit payer de sa poche les 250 000 USD que devait coûter le parc. C'est cependant une très bonne opération publicitaire malgré ces bémols. Elle veut même en faire un album, ce à quoi RCA se refuse (Seule Family est éditée en 1993 sur la compilation en quatre disques Forever Diana). Elle va jusqu'à avancer son propre argent et pense même le sortir chez la Motown. Elle attend septembre 1984 pour réapparaître en concert, au Radio City Music Hall de New York. Ce dernier n'est cependant pas des plus marquants, avec une Diana Ross ébranlée par l'agonie de sa mère.
À l'automne 1984, en septembre, elle rompt avec son image pour un vinyle où elle arbore une coiffure à l'iroquoise, se fait remixer par Arthur Baker et chante en duo avec Julio Iglesias. Son album Swept Away est un gros succès (disque d'or, classé no 26 aux États-Unis, no 40 en Angleterre, no 8 aux Pays-Bas et no 10 en Suède).
Puis elle lance en août le morceau de danse Swept Away (classé no 1 dance, no 19 pop, no 3 R&B et no 29 aux Pays-Bas), avec un remix remarquable d’Arthur Baker, et un vidéoclip bousculant ses habitudes. Cette chanson coréalisée par Daryl Hall (lui aussi chez RCA) et Arthur Baker rappelle les chansons de Hall and Oates, en particulier Out of Touch qu’ils viennent de sortir et que Baker a aussi remixée (no 1 pop et dance). C’est un croisement entre la musique de danse et le rock-FM en vogue, ce qui étonne un peu les admirateurs de Ross, car toute la fin du titre est chantée par des choristes et Hall avec une participation de Ross qui semble limitée.
Entre All of You et Swept away, elle sort pour l'Europe une chanson de pop synthétique aux airs tropicaux Touch by Touch, no 47 en Angleterre en septembre, no 10 aux Pays-Bas et no 11 en Suède.
Enfin, le single qui a le plus de succès est son hommage à Marvin Gaye, Missing You (no 10 pop, no 4 AC et no 1 R&B trois semaines), slow écrit par Lionel Richie et lancé en novembre (puis no 76 anglais).
Le dernier single est Telephone (mai 1985, aux États-Unis seulement), réalisé par Bernard Edwards, une chanson jouant sur le contraste de son filet de voix au bord du précipice, sur fond de rythmique lourdement binaire. Le 45 tours (une version très légèrement raccourcie) n'est envoyé qu'aux radios dites noires et pas aux autres, ce qui en limite l'audience malgré un honorable no 13 R&B. Le vinyle reste néanmoins réussi dans l'ensemble malgré son manque d'unité. Il est en majorité réalisé par Ross à part Missing You par Lionel Richie et James Anthony Carmichael, Swept Away par Daryl Hall et Arthur Baker, Telephone par Bernard Edwards et All of You par Richard Perry, Albert Hammond et Ramón Arcusa (ce dernier étant le producteur de Julio Iglesias). Sur l'album définitif, le duo avec Iglesias remplace une chanson intitulée Fight for it qui n'est plus disponible qu'en face 2 de 45 tours (sur celui de Swept away aux États-Unis et sur Touch by touch en Europe).
À l'automne 1985, après avoir participé à USA for Africa, elle sort un nouvel album, Eaten Alive qui forme un ensemble cohérent. Enregistré dès février 1985, il est réalisé par Barry Gibb et ses collaborateurs habituels (Galuten et Richardson à la production, ses frères à l'écriture et ses musiciens) sauf la chanson-titre Eaten Alive, coréalisée par Michael Jackson. Si la formule est imparable et le disque parfaitement réalisé, le succès n'est qu'honnête (no 45 aux États-Unis, no 11 en Angleterre, no 13 aux Pays-Bas, no 3 en Suède, no 20 en Italie et no 20 au Japon).
Le premier single Eaten Alive (août 1985) est classé no 77 pop, no 10 R&B, no 71 en Angleterre, no 26 aux Pays-Bas et no 14 en Suède. On peut néanmoins reprocher à ce titre de ne pas avoir des paroles au sens très clair ; on retrouve ce défaut dans certaines chansons de la période RCA de Ross -«Pieces of ice» en étant peut-être le meilleur exemple.
Le second single, lancé en novembre 1985, est Chain Reaction, qui décroche un no 1 en Angleterre, grâce à un son léger et dans le registre de Motown, soutenu par un clip très années 1960 et un remix long qui en accentue le rythme de base. Malgré un 45 tours supplémentaire disponible aux États-Unis chez RCA (une version courte heureuse du remix long), Chain Reaction ne se classe que no 66 pop et no 85 R&B. Le troisième single (européen) est Experience, no 47 en mai au Royaume-Uni. Dans les classements dance, Eaten Alive s’est classé no 3 club play et no 13 des ventes de maxis, tandis que le remix de Chain reaction était no 7 et no 23 respectivement. En 1986, elle ne sortira que les remixes de Chain Reaction (février) et d'Experience (au printemps en Angleterre) mais pas d'album, toute occupée aux changements dans sa vie personnelle, dont son mariage avec Arne Naess.
En 1986, la compilation de six clips-vidéo The visions of Diana Ross sort en Europe avec «Why do fools...», «Mirror, mirror», «Muscles», «Swept away», «Eaten alive» et «Chain reaction». Aussi courte que son homonyme des États-Unis, elle ne propose pas les mêmes chansons. Elle est aussi disponible en laser-disc et elle est rééditée en 1991.
Cette même année, en octobre, Mary Wilson sort son autobiographie : Dreamgirl, My Life as a Supreme. En réponse à ce livre, ternissant durablement son image, Ross est convaincue de publier ses mémoires : dès 1983, elle a d'ailleurs pris contact avec Jacqueline Onassis dans ce but. En 1988, elle envisage la publication par Doubleday puis Warner Books, dont l'annonce est officiellement faite en juin 1988 : elle recevra même une avance entre 1 et 2 millions de dollars américains, avance qu'elle rend six mois après en refusant d'écrire le livre. Elle le publie finalement fin 1993 sous le titre Secrets of a Sparrow.
L'album suivant, qui sort au printemps 1987, est Red Hot Rhythm and Blues. Elle fait un pas de plus dans la gestion de sa carrière puisqu'elle est dès lors productrice exécutive, au sein de l'Image Equity Management Inc. et de sa nouvelle marque Ross Records (intégrée à la maison précédente). Le vinyle est composé de douze courtes chansons un peu rétro avec des reprises comme le très réussi There Goes my Baby (no 2 en 1959 pour les Drifters, repris entre autres par Donna Summer en 1984) ou Selfish One (chanté à l'origine par Jackie Ross en 1964). L'album publié par RCA ne contient que dix chansons et deux des reprises sont ôtées (Mr Lee no 1 R&B pour les Bobettes en 1957 et Tell Mama d'Etta James de 1967). Par contre Dirty Looks gagne une minute (la version vinyle européenne est celle du 45 tours américain). Red Hot Rhythm and Blues marque ainsi pour Ross le début d'une fragmentation de ses produits selon les marchés, technique qui atteint son plein régime lors de la décennie suivante.
Le premier single (avril 1987) est le très soul-funk Dirty Looks, une de ses meilleures chansons, puis suivent en Angleterre Shockwaves, dans un remix de Shep Pettibone et Mr Lee remixé par Phil Harding. Cet album est la suite directe de Ross de 1983 et comme lui le réalisateur artistique principal est inhabituel : c'est Tom Dowd, le « meilleur ingénieur du son du monde »[réf. nécessaire], qui a réalisé des disques pour Aretha Franklin quand elle était chez Atlantic. Il lui concocte un véritable album R'n'B avec les swinguants Shine (chanson écrite pour Ross par Simply Red et enregistrée peu avant sur leur propre album) et Shockwaves, ou les enveloppants slows Summertime (écrit par Leonard Cohen et mis en musique par Sharon Robinson) et Tell Me Again (second single sorti en juillet aux États-Unis). On y trouve aussi l'envoûtant Stranger in Paradise, une chanson de Marc Jordan et John Capek (ceux qui lui avaient écrit Pieces of Ice). Luther Vandross lui a réalisé une chanson, It's Hard for Me to Say (il reprend d’ailleurs cette chanson en 1996). Cette chanson est la seule que Vandross lui réalise alors qu'il est prêt à tout un album.

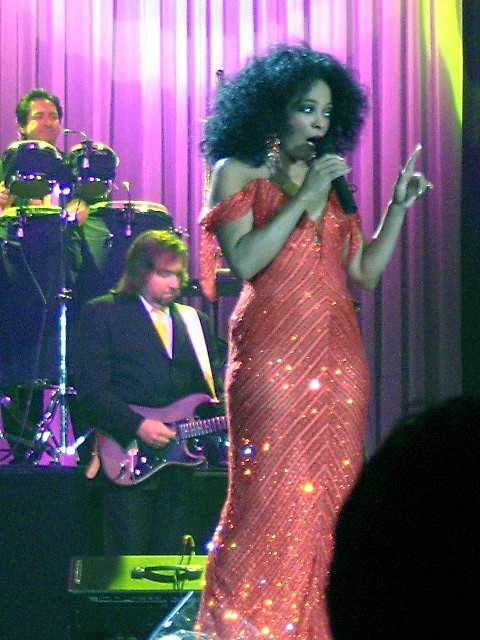
Diana Ross en 2007.

Avec cet album, Ross arrive à faire une synthèse entre les grands classiques de son adolescence, l’intemporalité de Leonard Cohen, le néo-soul de Simply Red ou de Luther Vandross et la musique dansante (Dirty Looks est écrite par Richard Scher et Lotti Golden qui s’étaient illustrés avec I Specialize in Love no 2 dance pour Sharon Brown en 1982). Les résultats commerciaux sont cependant mitigés : Dirty Looks se classe no 12 R&B, no 41 en ventes de maxis et no 49 en Angleterre, Mr Lee, troisième single anglais, se classe no 58 en Angleterre (octobre 1988) et l'album no 73 aux États-Unis, no 47 en Angleterre, no 33 aux Pays-Bas et no 12 en Suède. Le disque est accompagné le 20 mai 1987 d'une émission télévisée intitulée Red Hot r'n'b, avec des invités comme Etta James. L'émission produite par Ross gagne d'ailleurs deux Emmy Awards (costumes et éclairages).
Le superbe Red Hot Rhythm and Blues est le dernier album de Ross pour RCA. Les grands noms de RCA sont à l'époque des chanteurs de pop-rock comme Daryl Hall et John Oates ou les Eurythmics, sans même parler de la mine d'or Elvis Presley. De plus le label est vendu à BMG en 1986. La « reine » de la Motown, si elle peut y faire ce qu'elle veut, vit cependant sur sa réputation précédente et on ne sent pas de direction très claire, à son sujet, dans la politique de la maison de disques.
La critique est assez dure avec Ross au cours des années 1980. Ou plutôt il y a eu un désamour graduel. Why Do Fools Fall in Love a été encensé par le magazine Rolling Stone. Quand paraît Silk Electric, le panorama se trouble et seul Muscles trouve grâce aux yeux de Rolling Stone et de Billboard. Ross s'en sort mieux mais les avis sont mitigés. Et si Billboard est enthousiasmé par Swept away, ce n'est pas le cas de Rolling Stone et on commence à lui reprocher de vouloir faire jeune. Ceci se confirme avec Eaten Alive, dont le single du même nom ne convainc pas les critiques. Enfin si Red Hot Rhythm and Blues est globalement vu comme bon, il est entaché par son relatif insuccès.

#### Retour à la Motown
À la rentrée 1988, Phil Harding, Ian Curnow et Tony King remixent Love Hangover au style house. La Motown leur a demandé de mixer ainsi quelques grands succès de son catalogue. Le titre se classe no 75 en Angleterre fin novembre. Toujours en novembre 1988, Ross lance aux États-Unis un slow, If We Hold on Together, chanté pour le film d'animation Le Petit Dinosaure et la Vallée des merveilles. Il sort chez MCA, qui aurait dû être sa nouvelle maison de disques. Cependant, MCA ayant racheté la Motown, il est suggéré à la chanteuse qu’elle refasse plutôt partie de son ancienne maison de disques. C’est ce qu’elle fait et en février 1989, elle re-signe pour la Motown, en devenant un important actionnaire de la compagnie. Comme pour matérialiser le retour de la reine dans son palais, les remixes de Love Hangover sortent en mars 1989 aux États-Unis et ils se classent no 3 dance.
Son premier album complet, sorti en juin 1989, est Workin' Overtime, un album qui lorgne vers le style house et le hip-hop, inspiré d'après son interprète par tout ce qui passe à cette époque sur la chaîne de télévision Black Entertainment Television (BET). Cet album ne cadre pas avec son image, ni avec ses 45 ans (ce qui lui est très souvent reproché), malgré une réalisation artistique chapeautée par Nile Rodgers, avec Christopher Max aux synthétiseurs, Shep Pettibone et Blaze aux remix.
Les singles, de qualité, surtout en remix, sont Workin' Overtime, sorti en single en avril, Paradise (à l'origine face 2 de This House, single sorti en juillet) au mix signé Pettibone et Bottom Line.
Peu en accord avec son image glamoureuse, ce vinyle aura peu de succès (no 116 aux États-Unis, no 23 en Angleterre, no 32 aux Pays-Bas et no 22 en Suède ; Workin' Overtime se classe no 3 R&B, no 3 dance et no 32 en Angleterre, This House no 64 R&B et Paradise no 61 en Angleterre). L'album est commercialisé aux États-Unis sous le label Motown (l'autocollant sur le disque proclame que The 1st lady of Motown is back) ; pour l’Europe par contre, Ross est restée chez EMI (la maison-mère, le nom de Capitol ayant disparu des pochettes dès Red Hot Rhythm and Blues). Les deux disques contiennent les mêmes chansons mais Bottom Line, Take the Bitter With the Sweet et Keep on (Dancin') sont dans des versions différentes. La chanson Workin' Overtime existe en dix versions mais pour toutes les avoir, il faut avoir un certain nombre de disques.
Cette pratique s'installe dans la discographie de Ross et elle continue ensuite sur cette lancée. Le retour à la Motown avec un album réalisé par Nile Rodgers (sur qui on compte apparemment pour faire un autre Diana) n’est donc pas un succès. Comme si on[Qui ?] veut marquer le lien avec Diana et sous-entendre que les années chez RCA ont été une parenthèse, Workin' Overtime et les singles Workin' Overtime puis Paradise identifient la chanteuse simplement comme Diana en utilisant pour son nom la même graphie que celle de l'album Diana de 1980.
Les deux photos choisies pour illustrer l'album étonnent : on voit Ross en dreadlocks, habillée d'un blouson en cuir et d'un jean troué, des bottes de motard aux pieds. Cette photo en noir et blanc, cadrée serrée sur le recto de la pochette, est répétée sur le verso où on la voit intégralement. On est donc aux antipodes du glamour habituel et cela plaît moyennement à ses admirateurs. Cette photo est aussi utilisée pour le single Workin' Overtime.
Une autre, plus radicale n'est disponible que sur le CD single promotionnel Motown : Elle est accroupie, la tête penchée en avant et en train de faire tournoyer ses dreadlocks ; on ne voit pas son visage et on n'a pas d'indications ni sur la chanteuse (Diana seulement) ni sur la chanson (il est écrit Work this qui sur l'album est le nom donné à la face 1, la face 2 étant Work that). La photo de Paradise est plus conforme aux canons habituels : on voit Ross dans toute sa gloire et ses vêtements (pantalon et chemise en jean) ne jurent pas avec son image ; tout au plus ils rappellent le tee-shirt et le jean de Diana. Seul le single anglais de This House la montre tel qu'on l'attend, sans artifices branchés.
Parallèlement à Workin' Overtime, des rééditions des Supremes se classent dans les listes européennes : Stop in the Name of Love no 62 en Angleterre en février et Reflections no 3 aux Pays-Bas en août 1989.
Workin' Overtime est suivi la même année 1989 d'un Greatest Hits Live, (no 34 anglais et no 49 néerlandais) enregistré à Londres en juin et commercialisé à la fin de l'année par EMI. Il y a aussi des extraits de concerts de la tournée Workin' Overtime.

#### Années 1990

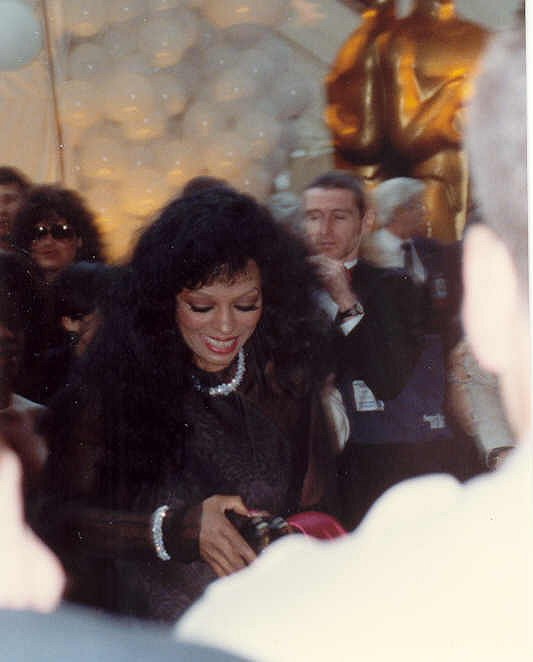
Diana Ross en 1990.

La Motown sort en Europe I'm Still Waiting & All the Great Hits, qui inclut trois remixes inédits en album : I'm Still Waiting remix house de 1990 précédemment sorti en single (no 21 en juillet 1990 en Angleterre), Love Hangover, un bon remix eurobeat de 1988 dit Urban mix, et The Boss, dans sa version longue de 1979, enfin publiée en album.
En octobre 1990, Ross sort No Matter What You Do en duo avec Al B. Sure ! Cet agréable slow new jack est disponible en 1991 sur le 12 po et sur le vinyle d'Al B. Sure ! Private Times... And the Whole 9 !. Ce titre se classe no 4 des listes R&B en février 1991.
En juillet 1991, elle sort The Force Behind the Power, un album dans une tonalité proche de la variété internationale. Le premier single est le slow frissonnant When You Tell Me That You Love Me (no 37 R&B et no 26 adulte) suivi de The Force Behind the Power puis de You're Gonna Love It (no 24 dance) et Waiting in the Wings. C'est le vinyle qui est alors attendu pour la réconciliation, tout entièrement centré sur l'élégance de Ross. Il y a aussi un chapitre rétro avec deux reprises : le néo-Supremes Battlefield (chanté par Paul Carrack en 1989) et Blame It on the Sun de Stevie Wonder et Syreeta. Le slow If We Hold on Together, qu'elle avait chanté fin 1988, est inclus sur l'album. Et le CD européen contient en plus le duo avec Al B. Sure !, No Matter What You Do. L'album européen contient aussi You and I, titre non disponible sur l'album Motown.
Le réalisateur artistique principal de cet album est l’Anglais Peter Asher, qui a fait partie dans les années 1960 du duo Peter and Gordon, un des premiers groupes de la British Invasion. Il s’est reconverti dans les années 1970 dans le rock californien en réalisant des disques entre autres pour Linda Ronstadt dont il est l’imprésario et même pour Cher entre 1987 et 1991. Ceci lui a permis de recevoir deux Grammy Awards en 1977 et 1989 en tant que réalisateur artistique de l’année. Quatre autres titres de l'album sont réalisées par James Anthony Carmichael dont la carrière est liée aux Commodores et à Lionel Richie. Il a été le réalisateur artistique de nombreux groupes de la Motown et incidemment de Ross pour Missing You en 1984. Enfin, Stevie Wonder écrit, arrange et réalise The Force Behind the Power tandis que No Matter What You Do est écrit et réalisé par Al B. Sure ! et Kyle West. Cette musique vise le marché adulte, ce que certains ont regretté, mais c'est opportun après le fiasco de Workin' Overtime.
Les singles sortis en Angleterre entre fin 1991 et début 1993 diffèrent quelque peu de ceux sortis aux États-Unis : When You Tell Me That You Love Me (no 2), The Force Behind the Power (no 27), One Shining Moment (no 10), If We Hold on Together (no 11) et Heart (Don't Change my Mind) (no 31). Battlefield est aussi un single anglais – la version de Ross sert d’inspiration à Jamie Stevens qui la reprend en 2002. When You Tell Me That You Love Me est aussi no 6 aux Pays-Bas puis If We Hold on Together no 1 au Japon et no 35 aux Pays-Bas. L'album est classé no 11 en Angleterre mais no 102 aux États-Unis, no 58 aux Pays-Bas et no 43 en Suède.
En 1993, elle commence l'année avec un remix actualisé de Upside Down par Matiz/AC 16. Il est précédé au Japon d'un livre pour enfants et son correspondant, un demi-album : When You Dream est une suite d'agréables ballades, qu'elle a coécrites, réalisées par Peter Asher.
En mars 1993, elle sort un superbe disque enregistré en public en décembre 1992, Stolen Moments. Elle reprend avec charme et élégance de grands classiques du jazz et du blues (le sous-titre de l'album est d'ailleurs The Lady Sings...Jazz and Blues) sous la direction de Gil Askey (une vieux collaborateur qui a travaillé avec elle sur les albums The Supremes Sing Rodgers & Hart, Funny Girl, Farewell, Lady Sings the Blues, Live at the Caesar's Palace, Mahogany, Diana Ross et An Evening With Diana Ross). On y retrouve globalement des chansons qu'elle a déjà interprétées dans Lady Sings the Blues, avec en prime sur le vinyle européen, un titre en studio, qu'elle a coécrit, Where Did We Go Wrong (qui n'a rien à voir avec la chanson homonyme de 1978). Sur l'album Motown commercialisé aux États-Unis, cette chanson est remplacée par The Man I love en public. Sur la vidéo de l'album par contre il y a The Man I love avec en prime What a Wonderful World mais Love is Here to Stay a par contre disparu. La critique est conquise et l'album se classe no 10 jazz, no 73 R&B aux États-Unis, no 45 en Angleterre et no 64 aux Pays-Bas.
Toujours en 1993, elle sort deux compilations Forever Diana (octobre) en quatre CD ou cassettes et sa version raccourcie en un CD, One Woman : The Ultimate Collection (qui s'appelle The Ultimate Collection aux États-Unis). En plus des chansons dans leur versions vinyle le plus souvent sur le coffret, depuis les Supremes à 1993, il y a des inédits de 1993 mais aussi des enregistrements plus anciens, souvent des extraits de concerts.
L'un d'entre eux est Amazing Grace, extrait d'un album paru en même temps fin 1993 chez Sony, intitulé Chrismas in Vienna (enregistré en décembre 1992). Ce concert a ceci de particulier que Ross y est entourée de Plácido Domingo et de José Carreras.
Les inédits apparaissant sur Forever Diana sont trois slows, disponibles en singles et sur The Ultimate Collection : The Best Years of my Life, Your Love et Let's Make Every Moment Count. Les deux autres inédits n'apparaissent que sur le coffret : le new jack Back to the Future et le rétro It's a Wonderful Life. Luther Vandross est un des choristes de Your Love, chanson dont il réalise les arrangements choraux. The Ultimate Collection contient vingt titres mais ils différent selon les labels.
En octobre 1993 One Woman se classe no 1 en Angleterre et no 55 aux Pays-Bas ; cette compilation aura par la suite un très gros succès et devient disque quadruple platine avec 1,3 million de ventes. En Angleterre Your Love est classé no 14 (décembre 1993) et The Best Years of my Life no 28 (avril 1994). En décembre 1993, elle classe Christmas in Vienna no 1 du classement Classical Crossover et no 154 pop aux États-Unis, no 71 en Angleterre, no 4 aux Pays-Bas, no 2 en Belgique, no 3 au Danemark, no 13 en Allemagne, no 10 en Norvège et no 7 en Suisse. Elle reclasse même cet album en décembre 1994 aux Pays-Bas no 34. Forever Diana est no 88 aux États-Unis en 1994.
Il existe aussi une cassette vidéo intitulée One woman. Elle propose 19 clips de Why Do Fools Fall in Love à Heart (Don't Change my Mind) et trois extraits en images antérieurs à l'époque des clips (Do You Know Where You're Going to, Upside Down et My Old Piano).
Parallèlement, Ross reçoit une distinction en 1994 lors des neuvièmes Soul Train Music Awards, le Heritage Award for Career Achievement. Elle le reçoit de Berry Gordy et la chanteuse apparaît sur scène avec ses cinq enfants. Lors de la cérémonie, Patti LaBelle chante un pot-pourri de quelques-uns des plus grands succès de la Ross.
Au même moment, elle fait un bref retour à l'écran pour un film télévisé, le drame Out of Darkness où elle joue une schizophrène, mais ne chante pas. Ce film avec Ross et A. Weldon, tourné dès août 1993 et sorti en 1994, est de Elikann Larry. Elle est le producteur exécutif de ce film où elle joue de manière sobre et juste. Le 2 février 1994 à Cannes, à l'occasion d'un gala organisé par le Midem, le gouvernement français lui rend un hommage officiel en la faisant commandeur de l'ordre des Arts et des Lettres.
Début 1994 sort Diana Extended, un disque de six remixes de ses gros succès accompagné de You're Gonna Love It en remix court (déjà publié en single en 1991). On y trouve Love Hangover (remixé par Frankie Knuckles), avec une introduction parlée et chantée originale basée sur celle de la version primitive non commercialisée avant la sortie du remix Disconet de 1979. Le meilleur remix est probablement The Boss remixé par David Morales fin 1993, original par son utilisation de l'a cappella. Upside Down (remixé par Satoshi Tomiie et David Morales fin 1993), I'm Coming Out (remixé par Maurice Joshua) et Chain Reaction (remixé par Dewey B. & Spike) complètent le tableau. Le seul titre faisant référence aux Supremes est ironiquement celui prévu pour le lancement de la carrière solo de Ross où cette dernière chante sans elles : Someday We'll be Together (remixé par Frankie Knuckles). Cet album, disponible en CD, cassette, vinyle de couleur avec affiche et 12 po à pochette aveugle marque avec succès le retour de Ross sur le marché des discothèques. Il est aussi le prétexte à une quinzaine de singles. Certains remixes ne sont d'ailleurs disponibles que sur ces supports et pas sur l'album comme I'm Coming Out ou Love Hangover remixés par Joey Negro.
Une version limitée de l'album est éditée en Angleterre : il s'agit de deux vinyles de deux couleurs différentes sans You're Gonna Love It ni Chain Reaction mais avec The Boss en version intégrale (BYC mix pour Bad Yard Club mix) et cinq dubs (un pour chaque titre). Tout ceci porte le nombre de remixes à une vingtaine, ce qui fait plus la joie des DJ et des collectionneurs que des mélomanes. Néanmoins, l'album se classe no 58 en avril 1994 en Angleterre et no 68 aux États-Unis. En Angleterre, Chain Reaction se classe no 20 en octobre 1993 et le single avec les remixes d' I'm Coming Out de Joey Negro couplés à Why Do Fools Fall in Love et le remix de Morales de The Boss se classe no 36 en juillet 1994. Enfin, Someday We'll be Together se classe no 7 dance en avril.
Elle a aussi sorti en Angleterre A Very Special Season en 1994 (no 37 anglais fin novembre et no 93 néerlandais), disque de Noël réalisé par Nick Martinelli où l'on retrouve Amazing Grace, dans la même version que sur Christmas in Vienna mais sans les bruits de l'enregistrement en public. A Very Special Season n'est pas disponible aux États-Unis, mais Ross a participé à une opération du vendeur de cartes postales Hallmark et a sorti Making Spirits Brights, où elle chante sept chansons de Noël. Sur le disque on trouve aussi des titres de King's Singer et du Modern Jazz Quartet. Parallèlement, elle sort, toujours en 1994, un duo avec Ray Charles, Big Bad Love pour le film The Favor et You Made Me So Very Happy pour la compilation Tribute to Berry Gordy, parue en février 1995.
Toujours en 1994, un album en public sort au Japon. Intitulé Dynamic live, il s'agit d'un disque australien sorti sur un petit label, Apple House. Il contient 20 titres enregistrés lors de la tournée de 1993. Son manque de distribution internationale s'explique par sa piètre qualité.
En septembre 1995, elle sort en Angleterre Take Me Higher, un de ses meilleurs albums, qui panache harmonieusement musique de danse et ballades (sorti en octobre aux États-Unis). C'est un album très urbain réalisé par Narada Michael Walden, Nick Martinelli, Jon-John et The Boom Bros. Take Me Higher est le prétexte a une véritable avalanche de singles dérivés, différents selon le label qui les commercialise, Motown aux États-Unis et EMI en Europe. Les deux albums sont même sensiblement différents selon les labels avec 10 chansons en commun (mais dont les versions ne sont pas toujours semblables) et une supplémentaire (Let Somebody Know pour Motown, Swing it pour EMI).
Le choix des réalisateurs artistiques mélange le confirmé et les dernières tendances. Le disque est réalisé par l’ancien batteur Narada Michael Walden. Pour cet album il réalise Take Me Higher, If You’re Not Gonna Love Me Right, Only Love Can Conquer All et I Will Survive. Nick Martinelli, autre grand nom des années 1980, réalise trois slows de l’album : I Never Loved a Man Before, I Thought That We Were Still in Love et Voice of the Heart. Jon-John, élément de la galaxie Babyface, réalise Swing it, Keep it Right There et Gone. Quant aux Boom Bros qui réalisent Don’t Stop, ils viennent de réaliser un disque pour le groupe After 7, les frères et le cousin de Babyface. Babyface lui-même a coécrit deux des chansons de l’album Take me Higher (Swing it et Keep It Right There). Sur la version Motown de Take me Higher, il y a Let Somebody Know, une chanson réalisée par la chanteuse Brenda Russell.
Le premier single sorti en août est Take me Higher (no 77 R&B aux États-Unis et no 32 en Angleterre). Il est remixé aux États-Unis par Timmy Regisford et Kevin Hedge et disponible en septembre sur le maxi-single Motown. Le même mois, il sort chez EMI pour le marché européen dans des remixes anglais. Aidé par une vingtaine de remixes différents, Take me Higher est resté 16 semaines dans les listes dance des États-Unis, avec une pointe au numéro 1 (des listes Club play ; no 8 des ventes de maxis). Sur le single EMI, sorti en août 1995, on trouve la version album et deux inédits pour l'Europe, Let Somebody Know (disponible par contre aux États-Unis sur l'album) et Too Many Nights (un inédit coécrit et réalisé par Nick Martinelli). Bien qu’elle donne son nom à l’album, la chanson Take me Higher avec ses réminiscences de disco-funk enjoué n’est pas révélatrice d’un album composé de nombreux slows et de morceaux lents à la saveur hip-hop.

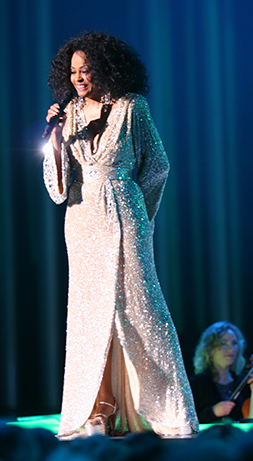
Diana Ross au concert du prix Nobel de la paix en 2008.

Le single suivant, sorti en novembre, est le slow Gone. Aux Pays-Bas, ce single a pour face 2 un inédit de Brenda Russell, I'm so Happy (To See You Again). Gone est classé no 36 en Angleterre. Cette chanson est aussi le no 6 pour le magazine Blues and soul. Sur les singles, cette chanson est rebaptisée I'm Gone en Europe.
Le troisième single ne sort qu'en Europe, en février 1996 : il s'agit de la reprise d'I Will Survive (no 14 anglais et no 37 club play aux États-Unis). I Will Survive est soutenu commercialement par une vidéo particulièrement réussie où l'on voit Ross sur Santa Monica Boulevard à Hollywood Ouest en compagnie de RuPaul et de drag queens ressemblant à Ross. Elle souligne ainsi son intérêt pour le marché gay, particulièrement visé dans ses dernières productions. Ceci est confirmé en 1997, à l'occasion de la sortie du film In or Out, quand un remix de Hex Hector sortira aux États-Unis en 12 po.
Le single suivant, choisi par la Motown, a été Voice of the Heart accompagné de remixes de If You're Not Gonna Love Me Right, classée no 67 R&B aux États-Unis. Au même moment, dans les discothèques des États-Unis, circule un remix non officiel de cette chanson par Masters at work : ce disque disponible n'a aucune information écrite dessus, si ce n'est Miss Ross et Do Me à côté des noms des remixeurs.
Parallèlement, une cassette de promotion circule au Canada avec cinq chansons : Too Many Nights, I'm So Happy (To See You Again) (coécrite par Brenda Russell), Swing it, Let Somebody Know et Soul Kiss (écrite par Nick Martinelli). Le découpage de l'album Take me Higher a pris des proportions jusqu'alors jamais vues dans la carrière de Ross, avec une multiplication de remixes et d'inédits telle que l'on[Qui ?] peut se demander si c'est vraiment utile voire sage commercialement. Tout au long de l'année 1996 le festival a continué avec la sortie régulière de maxis de remixes de Take me Higher qui font monter le chiffre des versions de la chanson à plus d'une trentaine.
La perle de l'album est cependant le jazzy I Thought That We Were Still in Love, une des plus belles chansons que Ross ait jamais chantées (selon les critiques du Guardian et de Blues & Soul). L'album s'est classé no 38 R&B, no 114 pop aux États-Unis, no 10 en Angleterre et no 45 aux Pays-Bas.
Puis Ross sort fin 1996 une énième compilation, Voice of Love, disponible uniquement sur le label européen EMI. On y retrouve quinze titres de sa carrière solo (1970-1995) et trois slows inédits, In the Ones You Love réalisé par Ric Wake accompagné de You are Not Alone réalisé par Martinelli et I Hear (The Voice of Love) réalisé par The Boom Bros. Le single In the Ones You Love, no 34 anglais tandis que l'album Voice of Love est no 42.
En février 1997, elle sort au Japon uniquement Promise Me You'll Try (no 31 réalisé par Ric Wake), inclus sur la compilation A Gift of Love (dont les sept autres titres se retrouvent sur Voice of Love). Il est suivi d'une compilation américaine, The RCA Years, couvrant la période 1981-1987. Cette même année, Missing You est incluse sur Diana, princess of Wales – Tribute, un disque en hommage à « l'autre Diana », la princesse de Galles récemment décédée ; cet album où l'on retrouve de grands noms de la variété, essentiellement anglo-saxonne, est composé d'inédits et de chansons connues.
En 1999, elle joue dans le film pour la télévision Double Platinum où elle partage la vedette avec la vedette adolescente Brandy. Ross y chante quatre titres en solo (He Lives in You, une reprise du titre du dessin animé Le Roi lion, Until We Meet Again, Carry on précédemement chantée par Martha Wash et Someone That You Loved Before), ainsi qu'un duo avec Brandy (Love is All That Matters).
Son album suivant, Every Day is a New Day, sort fin mai 1999 (no 47 R&B et no 108 pop). Il comprend Until We Meet Again, un slow disponible aussi sur l'album Motown en deux remixes courts de discothèques, l'un d'Hex Hector et le second de Love to Infinity (chanson cachée non créditée sur la pochette). Until We Meet Again est le premier single américain, (no 2 club play et no 39 des ventes de maxis), suivi de la chanson-titre. En Angleterre, le single est Not Over You Yet disponible aussi en remixes (de Metro, Dronez, Sharp Diamond et D'Influence sur différents singles). Comme à son habitude, le public britannique répond de manière enthousiaste et le single se classe no 9 dans la version remixée par Metro, qui est celle de la vidéo. Cette version, le Metro Radio Edit est disponible en chanson supplémentaire sur l'album EMI à la place des remixes d' Until We Meet Again. Sur un des singles de Not Over You Yet on trouve aussi un inédit, Drop the Mask. Ce dernier se trouve sur l'album japonais avec en plus I'm Free. Les titres de Double Platinum sont disponibles sur Every Day is a New Day dans les versions du film sauf Love is All That Matters, en solo sur l'album de Ross et Carry on remixé.
L’album est réalisé par Arif Mardin (dont le nom est lié à la carrière d’Aretha Franklin et de Chaka Khan), Chuckii Booker (le filleul de Barry White), Malik Pendleton (qui a réalisé des disques entre autres pour Mary J. Blige), Daryl Simmons (un des protégés de Babyface ayant travaillé entre autres pour Whitney Houston, Steve Skinner (joueur de synthétiseurs que l'on retrouve sur de nombreuses productions du moment) et Ric Wake (qui a réalisé des disques pour Jennifer Lopez, Mariah Carey ou Céline Dion) en collaboration avec Gen Rubin. La chanson réalisée par Chuckii Booker est Sugarfree, une ballade avec des choristes des deux sexes, ce qui est rare pour Ross. Tous ces réalisateurs artistiques ont apporté un grand soin à l’album et Ross chante de manière convaincante, mais les chansons forment dans leur ensemble un long lamento mélancolique qui tranche avec ce que l’on attend de cette chanteuse. Les deux chansons en plus sur le disque japonais n’ajoutent guère d’optimisme à cet album surnommé par certains l’« album du divorce » (en effet, Ross divorce de son mari à ce moment-là).
En 1999, la chaîne de télévision Black Entertainment Television honore Ross lors de son émission annuelle Walk of Fame (après Michael Jackson en 1995, Whitney Houston en 1996, Babyface en 1997 et Boyz II Men en 1998).

#### Années 2000

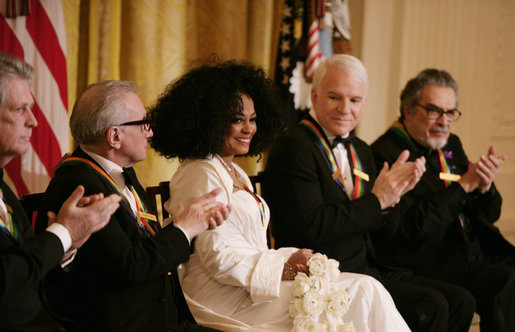
Diana Ross est applaudie pour l'ensemble de sa carrière à la Maison Blanche le 2 décembre 2007.

Au printemps 2000, Ross participe au concert annuel des Divas organisé par la chaîne VH-1. Pour la première fois, il s'agit d'un concert en hommage à un interprète, Diana Ross dans ce cas. On la voit alors entourée d'une pléiade d'invités dont Mariah Carey, Donna Summer et RuPaul.
Un des grands sujets de l'été 2000 pour Diana Ross est une tournée avec deux ex-membres des Supremes, Scherrie Payne et Lynda Lawrence, qui est néanmoins interrompue avant d'arriver à son terme.
En 2000, Love Hangover est remixé par Joey Negro et sort chez le petit label Azuli dans un maxi additionnel sur une compilation. Il s'agit d'une version du remix qu'il avait réalisé en 1993.
En 2001, elle fait des apparitions ponctuelles (comme à l'US Open où elle chante God Bless America) et des tournées, mais ne sort qu'une seule nouvelle chanson, Goin', Back, le seul inédit de la compilation Love and Life sortie en novembre. Ce titre Goin', Back date des années 1960. Il a été écrit par Gerry Goffin et Carole King, et repris par plusieurs artistes dont Dusty Springfield. Une autre compilation centrée sur les années 1970 sort cette même année (The Motown Anthology) en un double CD : il contient de nombreux inédits ou des versions différentes des chansons habituelles.
À la suite des attentats du 11 septembre 2001 aux États-Unis, elle participe aussi à une initiative de plusieurs artistes pour prôner la tolérance et la justice, la reprise de We are Family sortie en novembre 2001. Cette reprise du classique du disco est chantée par un chœur de plus de cent vedettes du show-biz américain, le tout sous l’œil de Nile Rodgers. On y retrouve les Sister Sledge, les Pointer Sisters, Chic, Roberta Flack, Ashford & Simpson, Dionne Warwick, Luther Vandross, Stephanie Mills, Patti LaBelle et Deniece Williams.
En 2002, elle sort un livre avec des photos d'elle intitulé Going Back. Il est composé de photos souvent inédites prises lors de sessions pour les pochettes de disques.
En février 2003, Motown réédite To Love Again en CD. Aux neuf titres d’origine s’en ajoutent onze autres. Au printemps de cette même année sortent deux remixes de la maison allemande Secret Service : I'm Coming Out (le volume 2) et Tenderness (le volume 6), avant la réédition de Diana sortie fin juillet et intitulée diana deluxe. Après des années d’attente, Motown ressort Diana dans une version avec bonus. En plus des huit chansons dans leur version commercialisée en 1980, on les trouve dans leurs mixes prévus à l’origine par Edwards et Rodgers. Un second disque se centre sur la période disco avec treize titres, des versions rares ou des inédits. On y trouve le remix Disconet de Love hangover, des versions longues dont I ain’t been licked (inédite), le mix originel de We can never light that old flame again et trois inédits prévus pour l’album de 1978 (Fire don’t burn, You build me up to tear me down et Sweet summertime livin’). Toutes ces raretés ressortent d’ailleurs dans un seul CD intitulé Rarities en 2010.
En 2004, un remix d’Upside down par les Crompton Bros. est disponible au Royaume-Uni sur un CD promotionnel avec You Keep Me Hangin' on remixé par Almighty (la version sortie en février 2004 sur la compilation The #1s). You Keep Me Hangin' on est disponible avec un autre remix d’Almighty, celui de Love Child sur une double compilation de ces remixeurs intitulée 12” of Pleasure, the Biggest Dance Anthems sortie fin 2003. En mai 2004, le remix d’Upside down (Crompton Brothers disco remix) est disponible sur le voulme 63 des compilations DMC distribuées aux DJ. En novembre, Ross fait une tournée aux États-Unis intitulée Forever. Parallèlement, elle signe un contrat avec l'entreprise de maquillage M.A.C ; sa photo orne ainsi les stands de cette marque.
Entre 2000 et 2004, elle ne sort plus guère que quelques remixes en plus de la flopée de compilations habituelles. Son seul inédit est le Goin' Back. Pour autant, sa vie privée, et ses galas font toujours l'objet d'articles. Pour ceux qui veulent de nouvelles chansons, il reste des inédits de la période Motown qui apparaissent à intervalles réguliers pour le plus grand plaisir des admirateurs.
En 2005, la filiale anglaise de Motown sort Motown Remixed, une compilation de 14 remixes de grands classiques. Elle contient un remix lent très réussi de My World is Empty Without You des Supremes : Tranzition remix dû à Lionel Sanchez, Jr. Les Supremes sans Ross sont représentées par un remix de Stoned Love fait par Tom Moulton. En 2005 aussi Big Bad Love est officiellement commercialisé en CD. L’album où on trouve le duo entre Ross et Ray Charles est Genius and Friends du chanteur. Il se classe no 24 R&B et no 36 pop. À la fin de cette même année, elle sort deux autres duos : When You Tell Me That You Love Me qu’elle avait chanté en 1991 et qu’elle reprend en duo avec Westlife (no 2 anglais) et I've Got a Crush on You reprise de Gershwin en duo avec Rod Stewart (no 19 adulte). La première chanson est extraite de Face to Face du boy band anglais et la seconde de Thanks for the Memory, the Great American Songbook, Volume IV (no 2) de Rod Stewart.
2005 voit aussi la sortie d’un remix de My Old Piano. Intitulé Candy Apple Remix, il est disponible sur un maxi pirate anglais dit Soul Women Volume 1 avec Hey Mr. d.j. de Zhané.
En 2006, l’album inédit Blue enregistré en 1972 est commercialisé et se classe no 2 jazz, no 71 R&B ainsi que no 146 pop.
En octobre de la même année, elle sort I Love You chez EMI, bâti sur des reprises. Son retour discographique en 2007 aux États-Unis, après sept années d'absence, est un succès puisque l'album se classe no 16 R&B. Le disque existe sous de nombreuses versions légèrement différentes les unes des autres - dont l'une avec un DVD de photos. La version la plus complète est celle publiée au Japon, qui contient 16 chansons. Ensuite, Diana Ross entame une tournée américaine en avril suivie de l'Europe en mai.
En 2006, les remixeurs anglais Almighty remixent I'm Coming Out pour l'album The Definitive Collection 4. En 2007 c'est au tour de Love Hangover sur The Definitive Collection 5. Entre ces deux remixes, la filiale japonaise d'Universal sort début 2007 un disque de remixes intitulé Diana Ross & the Supremes Remixes : sur les onze chansons choisies, quatre sont des Supremes et six de Diana Ross (le onzième titre est un deuxième remix d' I'm Coming Out).
Au printemps 2008 sort Let the Music Play, Supremes Rarities dans la série Lost and found de Motown/Hip-O select. Avec 47 titres et un titre supplémentaire d’extraits promotionnels destinés aux radio, cette compilation est la plus riche de toutes avec des versions de chansons connues (une très bonne You Can’t Hurry Love, Back in my Arms Again, Someday We’ll be Together) ou des inédits (une très bonne Autumn Leaves, Satisfaction, Macarthur Park). Le livret de 32 pages est très détaillé ; il recense aussi les inédits déjà publiés et donne une liste de chansons prétendument inédites des Supremes qu’elles n’ont en fait jamais enregistrées. Cette liste rend caduque celle que Mary Wilson avait publiée : des 120 chansons de la liste de Wilson, 80 sont ainsi éliminées. De la quarantaine restante, sept sont sur la compilation Lost and found et douze sont des Supremes sans Ross (donc non comptabilisées sur la compilation Lost and found qui est clairement une compilation de Diana Ross and the Supremes 1960-1969). Un mois après, Hip-O select sort une réédition en CD de Everything is Everything avec quelques chansons en boni.
Le 3 juillet 2014, au Festival international de jazz de Montréal, Ross remporte le prix Ella-Fitzgerald pour « son extraordinaire contribution au jazz vocal contemporain ». Elle reçoit encore un prix couronnant l'ensemble de sa carrière aux American Music Awards de 2017.
En 2021, un nouvel album sort, Thank You, qui rend hommage à la fidélité de ses fans.
En février 2025 et après 18 d'absence sur une scène française, elle annonce un retour la scène de l'Accor Arena le 6 juillet 2025.

### Vie personnelle
En 1963, à l'âge de 19 ans, Diana Ross devient la compagne du producteur de musique américain Berry Gordy  - alors âgé de 34 ans. Ils se séparent en novembre 1970, alors que la jeune femme de 26 ans est enceinte de son premier enfant.
Quelques semaines après sa séparation avec son ex-compagnon, elle entame une relation avec Robert Ellis Silberstein, un homme d'affaires américain qu'elle épouse le 20 janvier 1971, après deux mois de relation. Le 14 août 1971, elle accouche de sa fille, Rhonda Suzanne Silberstein, que son mari reconnaît et élève comme la sienne bien qu'il n'en soit pas le père biologique. Par la suite, le couple a deux autres filles : Tracee Joy Silberstein (née le 29 octobre 1972) et Chudney Lane Silberstein (née le 4 novembre 1975). Ils divorcent en 1977 après six ans de mariage.
De 1980 à 1983, elle vit une histoire d'amour avec le bassiste du groupe de rock Kiss, Gene Simmons,, avant de devenir la compagne de l'homme d'affaires et alpiniste norvégien Arne Næss Junior, en 1985. Ils se marient l'année suivante, puis deviennent les parents de deux garçons : Ross Arne Næss (né le 7 octobre 1987) et Evan Olav Næss (né le 26 août 1988). Le couple se sépare en 1999, puis divorce l'année suivante, à la suite d'une liaison extra-conjugale qu'Arne Næss Junior entretient depuis plus de cinq ans avec une dénommée Camilla Astrup - avec qui il a eu deux garçons, Nicklas et Louis, dans le dos de Diana Ross. Arne Næss Junior est décédé en janvier 2004 à la suite d'une chute lors d'une escalade en pleine montagne.

### Relation avec Michael Jackson
Diana Ross est une amie proche et de longue date de Michael Jackson, ils avaient entre autres partagé l'affiche du film The Wiz en 1978. Ainsi, Michael Jackson déclare dans son autobiographie Moonwalk que Diana est pour lui « une mère, une amante et une sœur » puis il ajoute à propos du mariage de la chanteuse : « Je dois admettre que ça m'a fait mal et que j'ai été jaloux parce que j'ai toujours aimé Diana Ross et que je l'aimerai toujours ».
Diana Ross est d'ailleurs désignée par Michael Jackson comme devant s'occuper de ses enfants si jamais sa mère Katherine Jackson ne peut pas le faire.
Lors de l'hommage rendu au chanteur le 7 juillet 2009 au Staples Center, Diana Ross est invitée à parler de son ami. Cependant elle ne se rend pas à cet hommage. Elle s'explique dans une lettre lue par Smokey Robinson. Comme d'autres amis proches de Michael Jackson, dont Elizabeth Taylor ou Quincy Jones, Diana Ross a déclaré vouloir rester seule avec son chagrin après la disparition soudaine de son ami. Elle se justifie ainsi : « Je veux que vous sachiez que, même si je ne suis pas là, mon cœur y est. J’ai décidé de faire une pause et de demeurer silencieuse. »

## Discographie

### Albums studio
- 1970 : Diana Ross (en)
- 1970 : Everything Is Everything
- 1971 : Surrender (en)
- 1972 : Blue (en) (publié en 2006)
- 1973 : Touch me in the Morning (en)
- 1973 : Diana & Marvin (en) (en duo avec Marvin Gaye)
- 1973 : Last Time I Saw Him (en)
- 1976 : Diana Ross (en)
- 1977 : Baby It's Me (en)
- 1978 : Ross (en)
- 1979 : The Boss (en)
- 1980 : Diana
- 1981 : Why Do Fools Fall in Love
- 1982 : Silk Electric
- 1983 : Ross (en)
- 1984 : Swept Away
- 1985 : Eaten Alive (en)[34]
- 1987 : Red Hot Rhythm & Blues (en)
- 1989 : Workin' Overtime (en)
- 1991 : The Force Behind the Power (en)
- 1992 : When You Dream - uniquement au Japon
- 1994 : A Very Special Season (en)
- 1995 : Take Me Higher (en)
- 1999 : Every Day Is a New Day (en)
- 2006 : I Love You (en)
- 2006 : Blue
- 2021 : Thank You

### Albums Live
- 1974 : Live at Caesars Palace (en)
- 1977 : An Evening with Diana Ross (en)
- 1989 : Greatest Hits (en) (live)
- 1993 : Stolen Moments: The Lady Sings… Jazz and Blues (en)
- 1993 : Christmas in Vienna (en)

### Compilations
- 1981 : To Love Again (album de Diana Ross) (en) (4 titres inédits ; réédition en 2003 avec 2 titres inédits supplémentaires)
- 1993 : Forever Diana: Musical Memoirs (en) (box 4 CD, 9 titres inédits)
- 1993 : One Woman: The Ultimate Collection (en) (3 titres inédits)
- 1994 : Diana Extended: The Remixes (en) (album Remix)
- 1996 : Voice of Love (en) (3 titres inédits)
- 2001 : Love & Life: The Very Best of Diana Ross (en)

### Bandes originales
- 1971 : Diana! (en)
- 1972 : Lady Sings The Blues (en)
- 1975 : Mahogany (en)
- 1978 : The Wiz
- 1981 : Endless Love (en)

## Distinctions (sélection)

### Distinctions musicales

#### Certifications
- 1978 : disque d'or décerné par la Recording Industry Association of America pour son album reprenant la bande originale du film The Wiz[35]
- 1980 : disque d'or décerné par la Recording Industry Association of America pour son album The Boss[35]
- 1981 : disque d'or décerné par la Recording Industry Association of America pour son single Upside Down[35]
- 1981 : disque de platine décerné par la Recording Industry Association of America pour son album Diana (album)[35]
- 1982 : disque d'or décerné par la Recording Industry Association of America pour son album Silk Electric[35]
- 1982 : disque de platine décerné par la Recording Industry Association of America pour son album Why do Fools Fall in Love[35]
- 1983 : disque d'or décerné par la Recording Industry Association of America pour son album All the Great Hits[35]
- 1984 : disque d'or décerné par la Recording Industry Association of America pour son album Swept Away[35]
- 1986 : disque d'or décerné par la Recording Industry Association of America pour son album vidéo Visions of Diana Ross[35],[36]

#### Récompenses
- Tony Awards 1977 : récompense spéciale pour le concert An Evening with Diana Ross[37]
- 1982 : étoile dans la catégorie « Musique » sur le Hollywood Walk of Fame[38] (localisée au 6712 Hollywood Blvd.)
- American Music Awards 2017 : prix pour l'ensemble de son œuvre[39]
- Grammy Awards 2012 : récompense pour l'ensemble de sa carrière

#### Nominations
- Grammy Awards 1982 :
  - Meilleure prestation vocale pop d'un duo ou groupe pour Endless Love avec Lionel Richie
  - Enregistrement de l'année pour Endless Love avec Lionel Richie
- Grammy Awards 1983 : meilleure prestation vocale R&B féminine pour Muscles
- Grammy Awards 2023 : meilleur album pop traditionnel en solo pour Thank You

### Distinctions cinématographiques
Sauf indication contraire, les informations mentionnées dans cette section peuvent être confirmées par la base de données cinématographiques IMDb,  présente dans la section « Liens externes ».

#### Récompenses
- Golden Apple Awards 1972 : révélation la plus prometteuse de l'année
- Golden Globes 1973 : révélation féminine de l'année pour Lady Sings the Blues[40]
- Césars 1976 : César d'honneur

#### Nominations
- Golden Globes 1973 : meilleure actrice dans un film dramatique pour Lady Sings the Blues
- Oscars 1973 : meilleure actrice pour Lady Sings the Blues
- BAFTA 1974 : meilleure actrice pour Lady Sings the Blues
- Golden Globes 1995 : meilleure actrice dans une mini-série ou un téléfilm pour Out of Darkness

### Autres distinctions
- 1994 : promotion au grade de commandeur de l'ordre des Arts et des Lettres[41]
- BET Awards 2007 : récompense pour l'ensemble de sa carrière (« Lifetime Achievement Award »)
- 2007 : ruban des Kennedy Center Honors du Kennedy Center pour sa contribution à la culture américaine[42],[43]
- 2016 : médaille présidentielle de la Liberté (''Presidential Medal of Freedom) remise par le président Barack Obama[44],[45]

## Filmographie

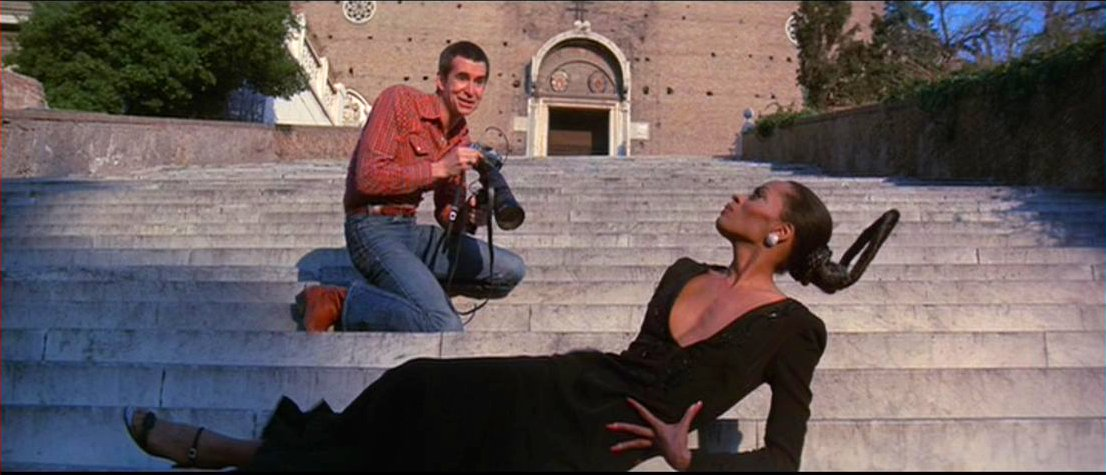
Diana Ross avec Anthony Perkins dans le film Mahogany.

Sauf indication contraire, les informations mentionnées dans cette section peuvent être confirmées par la base de données cinématographiques IMDb,  présente dans la section « Liens externes ».

### Cinéma
- 1972 : Lady Sings the Blues de Sidney J. Furie : Billie Holiday
- 1975 : Mahogany de Berry Gordy : Tracy
- 1978 : The Wiz de Sidney Lumet : Dorothy

### Télévision
- 1968 : Tarzan, épisode The Convert : sœur Thérèse (en compagnie des Supremes, Mary Wilson et Cindy Birdsong)